# Équipe cycliste Soudal Quick-Step
L'équipe cycliste Soudal Quick-Step est une équipe professionnelle belge de cyclisme sur route. Créée en 2003, elle participe au World Tour. Elle est dirigée par Patrick Lefevere. L'équipe a compté dans ses rangs Tom Boonen, vainqueur de Paris-Roubaix (2005, 2008, 2009 et 2012), du Tour des Flandres (2005, 2006 et 2012) et champion du monde sur route en 2005, Philippe Gilbert, Mark Cavendish,  Marcel Kittel, Paolo Bettini, champion du monde en 2006 et 2007, Julian Alaphilippe, champion du monde en 2020 et 2021 ou encore Remco Evenepoel, champion du monde en 2022 et vainqueur du Tour d'Espagne 2022.
Depuis sa création, l'équipe a remporté 113 étapes de grand tour (49 au Tour, 37 à la Vuelta et 27 au Giro), 22 classiques « Monuments » (huit Tour des Flandres, six Paris-Roubaix, trois Milan-San Remo, trois Liège-Bastogne-Liège et deux Tours de Lombardie), ainsi que 12 titres mondiaux pour ses coureurs. De 2012 à 2021, l'équipe est en tête du classement mondial des victoires chaque année, atteignant un pic de 73 victoires en 2018.
Elle fait partie de la même structure qui gère l'équipe réserve Soudal Quick-Step Devo et l'équipe féminine AG Insurance-Soudal.

## Histoire de l'équipe

### 2003-2009: la Dream Team des classiques, digne héritière de la Mapei

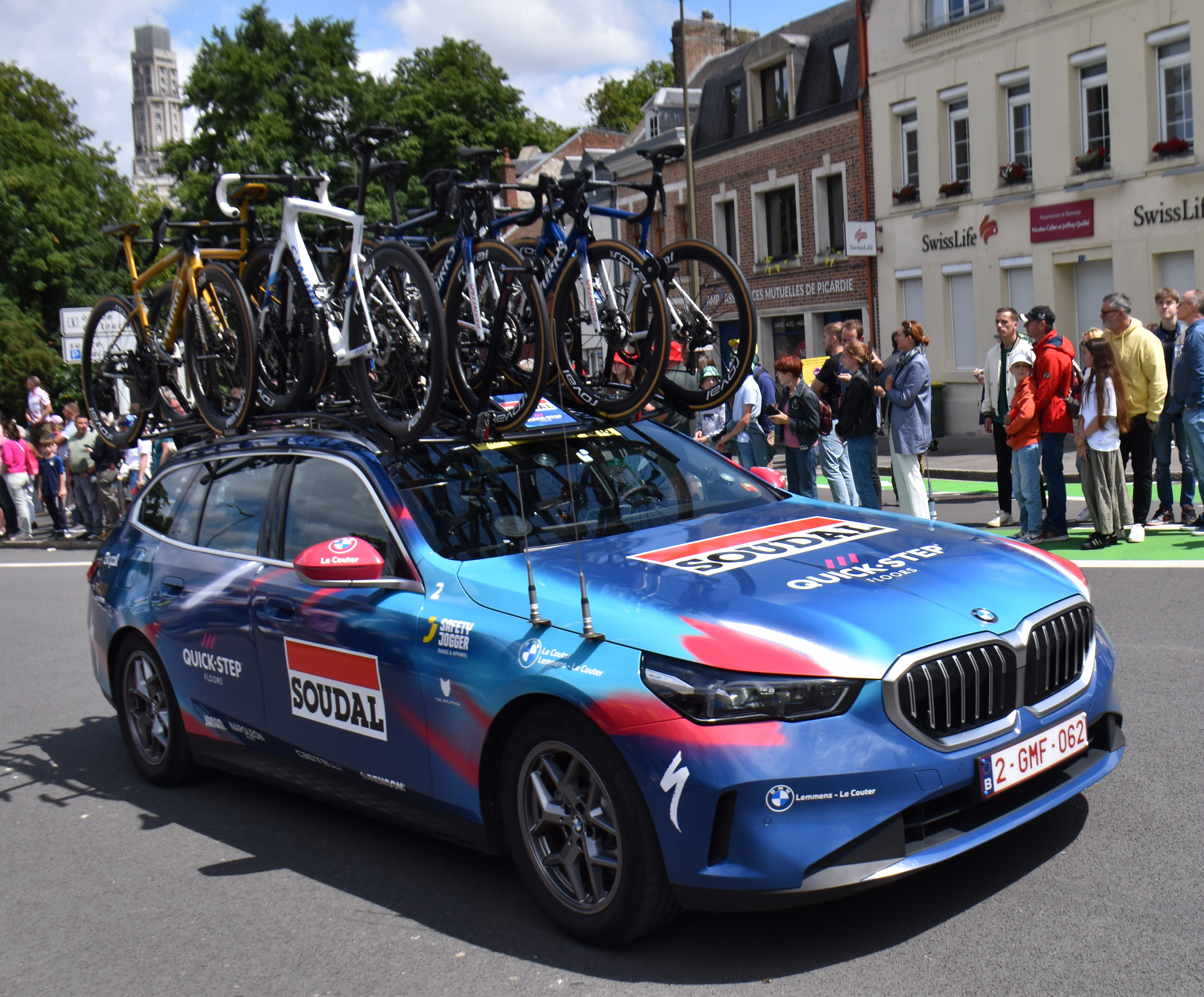
Tour de France 2025 - Véhicule Soudal Quick-Step.

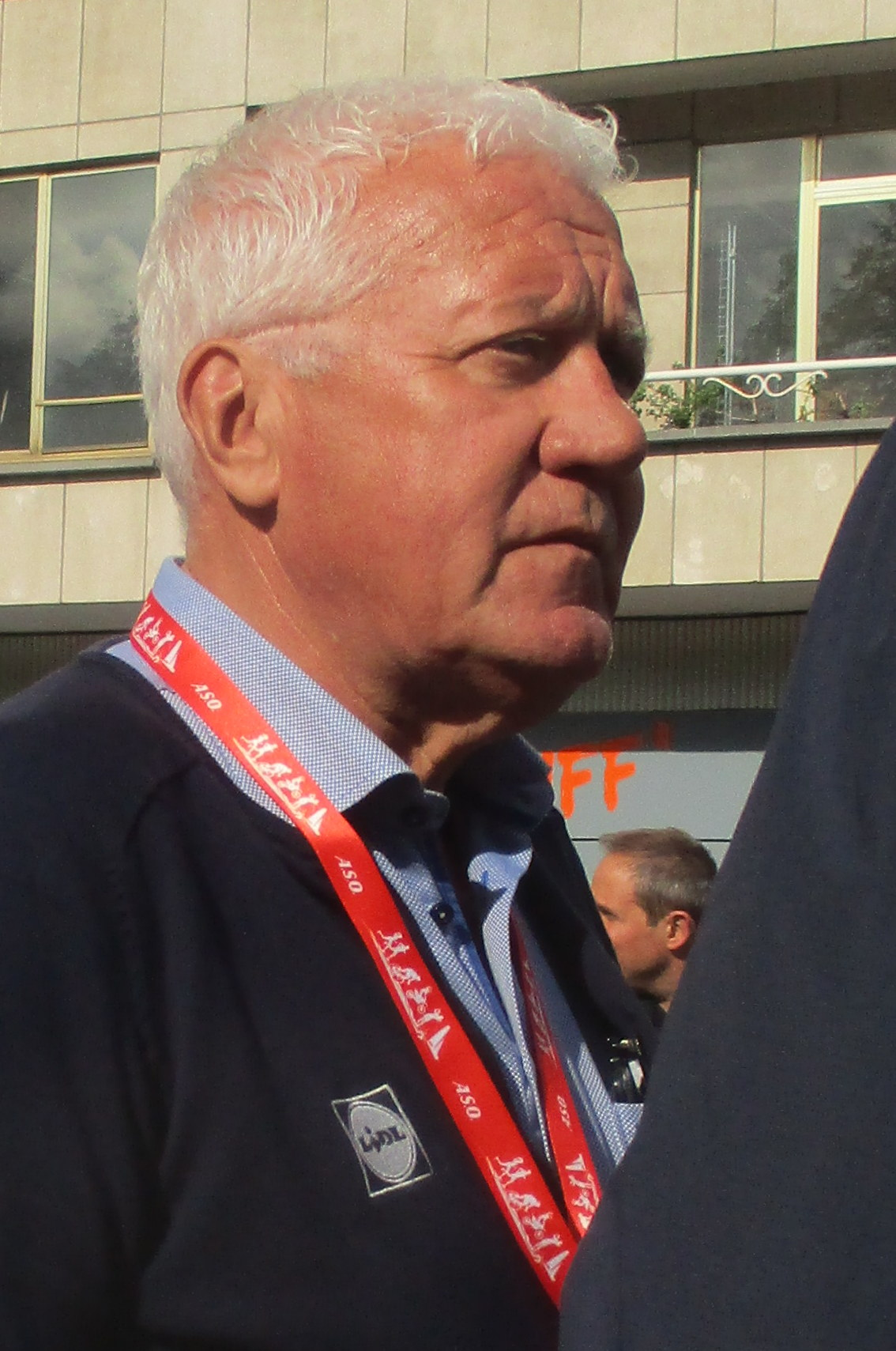
Patrick Lefevere, le manager de l'équipe.

L'équipe est fondée en 2003, sous le nom Quick Step-Davitamon. Elle est alors à la fois l'héritière de la célèbre équipe Mapei tout en reprenant une partie de la structure de Domo-Farm Frites. Elle a ainsi pour manager Patrick Lefevere, ancien manager de la Mapei (1995-2000) puis de Domo-Farm Frites (2001-2002). Les directeurs sportifs sont également issus de ces équipes : Serge Parsani, Alvaro Crespi (Mapei) et Wilfried Peeters (Domo). Le principal sponsor, Quick Step, était depuis 1999 co-sponsor de Mapei.
Pour sa première saison, l'équipe Quick Step est composée en 2003 pour l'essentiel de coureurs des deux anciennes équipes sus-citées : Paolo Bettini, Michael Rogers, sont issus de la Mapei, Johan Museeuw, Richard Virenque, Servais Knaven de Domo. Le jeune Belge Tom Boonen rejoint également l'équipe.
À l'instar de ses prédécesseurs, Quick Step s'affirme comme l'une des meilleures équipes du monde, en particulier sur les classiques. Ainsi Paolo Bettini remporte la Coupe du monde en 2003 et 2004, grâce à ses victoires sur Milan-San Remo, la HEW Cyclassics, la Classique de Saint-Sébastien, et ses nombreuses places d'honneur.
Sur les courses flandriennes, Tom Boonen remplace rapidement Johan Museeuw, qui remporte le Het Volk avant de mettre fin à sa carrière en 2004. Boonen, révélé par sa 3e place sur Paris-Roubaix en 2002, ne tarde pas à confirmer l'étendue de son talent et acquiert un statut de leader dans l'équipe. Il cumule les succès à partir de 2004, parmi lesquels Gand-Wevelgem (2004), 4 Grand Prix E3 entre 2004 et 2007, un doublé Paris-Roubaix - Tour des Flandres en 2005, suivi un an plus tard d'une nouvelle victoire sur cette dernière, accompagnée d'une deuxième place à Roubaix. Il remporte également 6 étapes sur le Tour de France entre 2004 et 2007, ainsi que le maillot vert du classement par points de cette épreuve en 2007. En 2005, il devient champion du monde de cyclisme sur route. Champion olympique en 2004, Paolo Bettini décroche à son tour le titre mondial en 2006 et en 2007, tandis que Michael Rogers est triple champion du monde du contre-la-montre entre 2005 et 2007. Bettini gagne également le Tour de Lombardie en 2005 et 2006, deux saisons où Quick-Step gagne trois des cinq classiques Monuments. En 2006, Quick-Step réalise même l'exploit de placer un coureur dans les deux premiers de chacun des cinq Monuments.

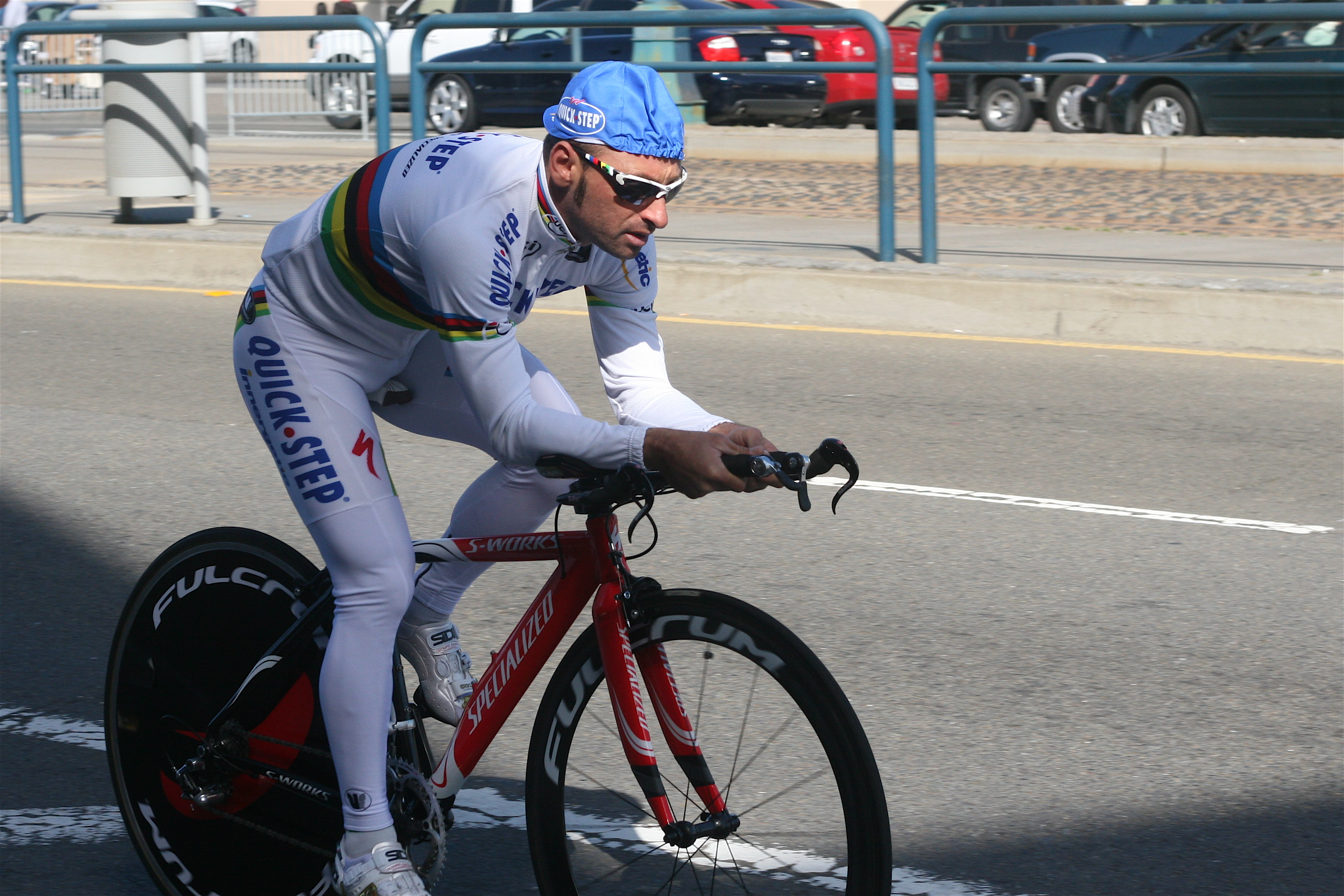
Paolo Bettini lors du Tour de Californie 2007.

En ajoutant les succès de Filippo Pozzato sur Milan-San Remo 2006 et de Stijn Devolder lors du Tour des Flandres en 2008 et 2009, l'équipe Quick Step remporte un total de 16 grandes classiques entre 2003 à 2009.
Si elle n'a jamais joué la victoire finale sur les grands tours, l'équipe s'est distinguée sur cette période en remportant 25 étapes : 14 au Tour de France, 3 au Tour d'Italie et 8 au Tour d'Espagne. Richard Virenque a ajouté à sa collection deux nouveaux maillots à pois sur le Tour de France, portant son total à un record de 7 succès. De son côté, Paolo Bettini s'adjuge le classement par points du Tour d'Italie en 2005 et 2006 et Tom Boonen le maillot vert du classement par points lors du Tour de France 2007.
Les résultats de la formation belge sur cette période en font l'équipe de référence sur les classiques, notamment grâce aux performances de Tom Boonen et Paolo Bettini, deux coureurs qui ont marqué l'histoire de Quick Step.

### 2010-2011: deux saisons de transition
À la fin de la saison 2009, Paolo Bettini, l'un des leaders historique, prend sa retraite. Pour la saison 2010, l'équipe compte trois leaders : Tom Boonen, Stijn Devolder et Sylvain Chavanel, avec comme objectif de briller sur les classiques. Boonen termine deuxième de Milan-San Remo, du Tour des Flandres et cinquième de Paris-Roubaix, mais ne remporte aucun succès majeur. De son côté, Stijn Devolder est champion de Belgique. Sur les grands tours, Wouter Weylandt et Jérôme Pineau gagne chacun une étape du Tour d'Italie et Sylvain Chavanel brille sur le Tour de France (deux étapes, deux jours en jaune et supercombatif). Malgré cela, Quick-Step réalise la moins bonne saison de son histoire, avec seulement 15 succès (Carlos Barredo, vainqueur d'une étape du Tour d'Espagne est déclassé pour dopage) et une 16e place au classement mondial. En octobre 2010, Patrick Lefevere forme une coentreprise avec l'homme d'affaires tchèque Zdeněk Bakala, qui devient le propriétaire de l'équipe.
La saison 2011 est encore plus difficile, avec de nombreux arrivées et départs. Quick Step compte seulement huit succès, dont Gand-Wevelgem pour Tom Boonen. Sylvain Chavanel est champion de France et deuxième du  Tour des Flandres. L'équipe se classe une nouvelle fois 16e du classement mondial. Le 1er août 2011, Marc Coucke, le président d'Omega Pharma annonce une fusion des équipes Omega Pharma-Lotto et Quick Step. À partir de 2012 et pour deux saisons, Omega Pharma devient le sponsor principal et Quick Step le co-sponsor pour former l'équipe Omega Pharma-Quick Step.

### Depuis 2012: le retour au sommet

#### 2012-2017: reine des classiques et des sprints

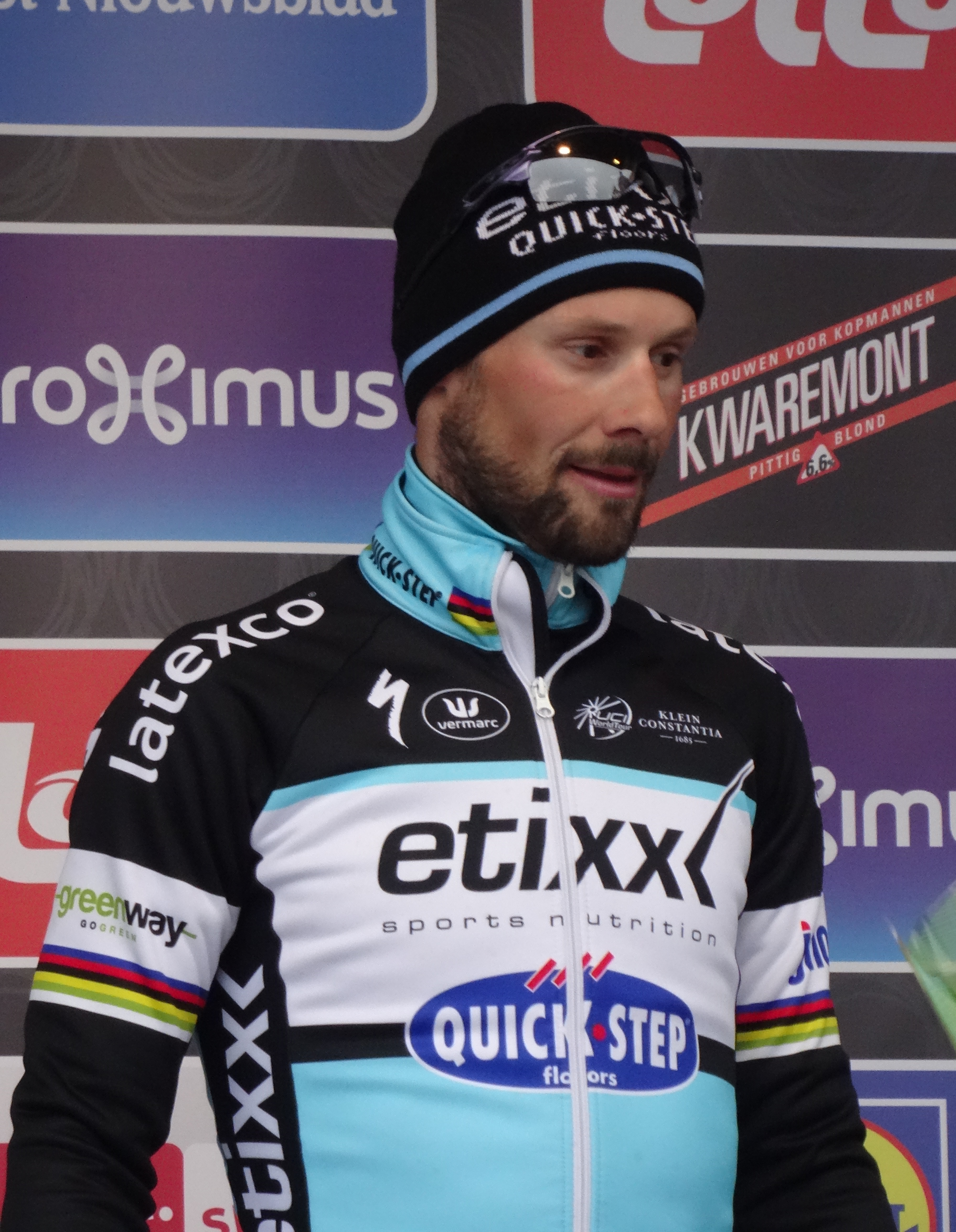
Tom Boonen (ici en 2015) est le leader de l'équipe durant sa carrière.

En 2012, l'équipe est donc renommée Omega Pharma-Quick Step et recrute notamment Levi Leipheimer et Tony Martin. Elle réalise la saison la plus prolifique de son histoire avec cinquante succès (contre huit la saison précédente). Vainqueur à treize reprises, le leader de l'équipe Tom Boonen gagne le Tour du Qatar en début de saison. Sur les classiques flandriennes, il réalise ensuite ses meilleures performances. Il gagne ainsi en quelques jours le Grand Prix E3, Gand-Wevelgem et le Tour des Flandres. Sur Paris-Roubaix, il s'échappe en solitaire à plus de 50 kilomètres de l'arrivée et gagne devant le Français Sébastien Turgot et l'Italien Alessandro Ballan. Avec cette 4e victoire, il égale le record de Roger De Vlaeminck. En juin, il est champion de Belgique. Sur les grands tours, Dario Cataldo s'adjuge une étape du Tour d'Espagne. En fin de saison, l'équipe remporte plusieurs victoires d'importance. Elle gagne notamment le championnat du monde du contre-la-montre par équipes. Tony Martin conserve ensuite son titre de champion du monde du contre-la-montre. Peu après les championnats du monde, Tony Martin remporte le Tour de Pékin pour la seconde année consécutive. Finalement, Tom Boonen termine 3e de l'UCI World Tour et la formation belge se classe quatrième du classement par équipes. Levi Leipheimer est suspendu à la suite du rapport de l'USADA sur Lance Armstrong et son équipe, l'US Postal, dont faisait partie Leipheimer entre 1999 et 2001.
Après de longues négociations, l'équipe fait signer le sprinteur britannique Mark Cavendish pour la saison 2013. Comme l'année précédente, la formation Omega Pharma-Quick Step devient championne du monde du contre-la-montre par équipes. Elle est l'équipe la plus récompensée de la saison, avec 54 succès, dont 19 pour Cavendish et 12 pour Tony Martin, qui conserve son titre de champion du monde du contre-la-montre. Sur les classiques flandriennes, Tom Boonen se blesse sur le Tour des Flandres et doit renoncer à Paris-Roubaix, où Niki Terpstra se classe troisième. Zdeněk Štybar remporte l'Eneco Tour et une étape du Tour d'Espagne. Lors du Tour d'Italie, Cavendish gagne cinq étapes et le classement par points. Sur le Tour de France, il obtient deux nouveaux succès, auxquels il faut ajouter les succès d'étape de Tony Martin et Matteo Trentin. Le 17 septembre 2013, Marc Coucke, Zdeněk Bakala et Patrick Lefevere trouvent une prolongation de sponsor de la part d'Omega Pharma pour une durée de deux années supplémentaires.
Pour la saison 2014, les principaux coureurs de cette équipe sont Tom Boonen, Tony Martin, Mark Cavendish, ainsi que la recrue Rigoberto Urán. En début d'année, Zdeněk Štybar est sacré champion du monde de cyclo-cross. Pour la troisième année consécutive, l'équipe dépasse les 60 victoires en une saison, avec dix-huit coureurs différents. Niki Terpstra remporte Paris-Roubaix en solitaire, alors que l'équipe place au moins un coureur dans le top 5 des quatre premières classiques « Monument » de la saison. Urán termine deuxième du Tour d'Italie (le meilleur classement de l'histoire pour l'équipe), où il remporte une étape et porte trois jours le maillot rose de leader. Tony Martin domine une nouvelle fois les contre-la-montre, remportant des étapes du Tour de France et du Tour d'Espagne. Matteo Trentin gagne également une étape du Tour de France, alors que Michał Kwiatkowski devient champion du monde, gagne les Strade Bianche et termine sur le podium de la Flèche wallonne et de Liège-Bastogne-Liège. Mark Cavendish signe onze succès, mais seulement deux sur le World Tour, alors que Tom Boonen se contente de cinq succès sur l'UCI Europe Tour.

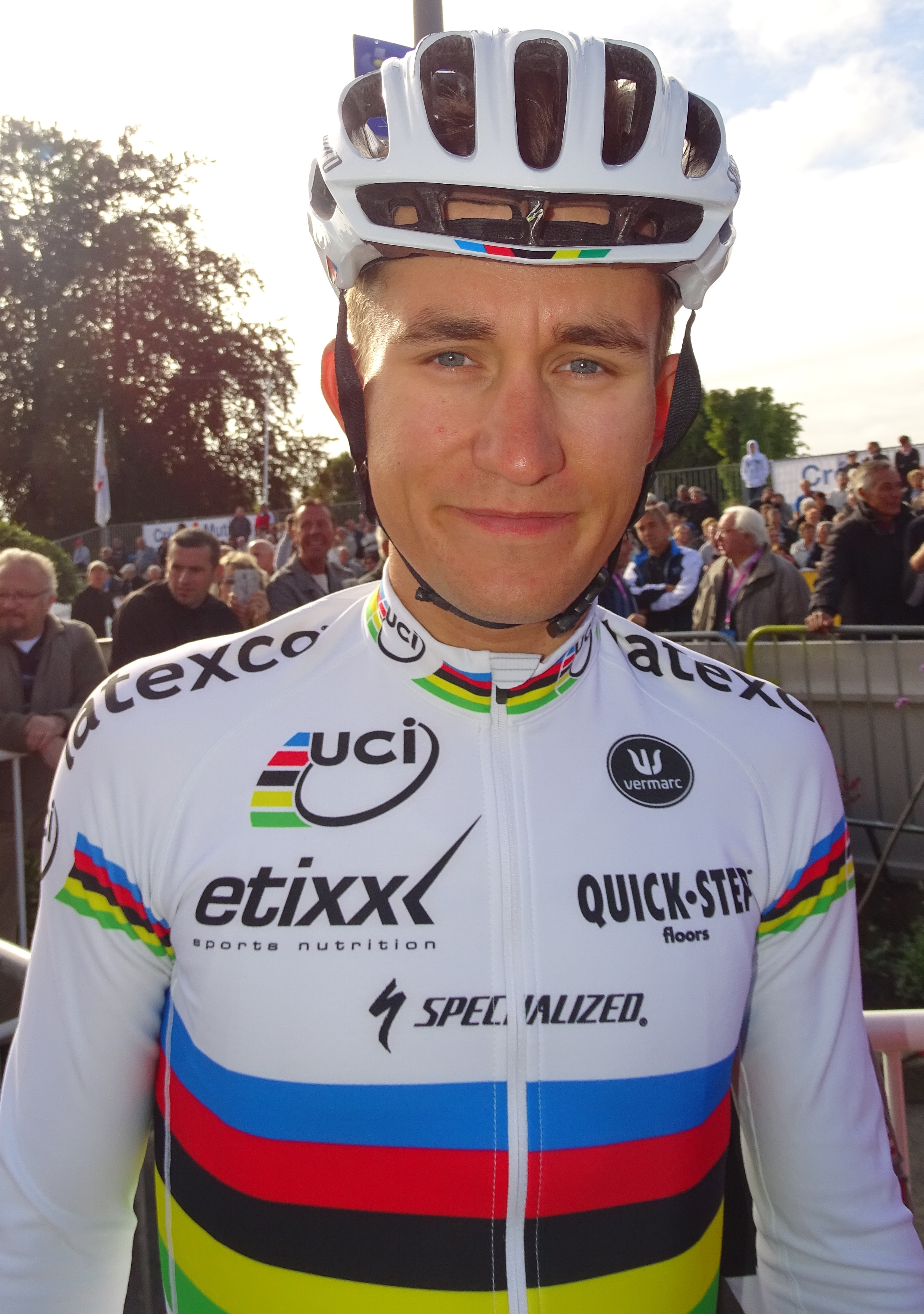
Michał Kwiatkowski avec le maillot arc-en-ciel.

En 2015, la formation est renommée Etixx-Quick Step. Pour la quatrième année consécutive, l'équipe est la plus victorieuse de la saison avec 54 succès. L'équipe brille dès les classiques du printemps, avec les victoires de Mark Cavendish sur Kuurne-Bruxelles-Kuurne, de Zdeněk Štybar sur les Strade Bianche et surtout du champion du monde Michał Kwiatkowski sur l'Amstel Gold Race (une première dans l'histoire de l'équipe). Julian Alaphilippe se révèle en se classant deuxième de la Flèche wallonne et de Liège-Bastogne-Liège, alors que Niki Terpstra est deuxième du Tour des Flandres. En fin de saison, Rigoberto Urán gagne le Grand Prix cycliste de Québec et Matteo Trentin s'adjuge Paris-Tours. Sur les grands tours, Iljo Keisse piège les sprinteurs en gagnant la dernière étape du Tour d'Italie et l'équipe brille sur les routes du Tour de France, enregistrant trois victoires d'étapes avec Tony Martin, Štybar et Cavendish et trois jours en jaune pour l'Allemand. Pour la troisième fois en quatre ans, Etixx-Quick Step est classée quatrième du classement World Tour.
La saison 2016 voit l'arrivée comme sponsor de la chaîne de supermarchés Lidl. Fernando Gaviria, Bob Jungels, Marcel Kittel et Dan Martin sont recrutés pour combler les départs de Mark Cavendish, Michał Kwiatkowski et Rigoberto Urán. La formation belge accumule 55 succès avec 18 coureurs différents, terminant une nouvelle fois en tête des bilans. Elle est moins en réussite sur les classiques « Monuments », avec comme meilleur résultat la deuxième place de Tom Boonen sur Paris-Roubaix, battu au sprint par Mathew Hayman alors qu'il visait le record de cinq victoires. Julian Alaphilippe est une nouvelle fois deuxième de la Flèche wallonne et remporte le Tour de Californie. L'équipe remporte un total de 9 étapes sur les grands tours et voit quatre de ses coureurs porter le maillot de leader du général : Marcel Kittel, Gianluca Brambilla, Bob Jungels au Tour d'Italie, ainsi que David de la Cruz sur le Tour d'Espagne. Jungels termine également sixième et meilleur jeune du Giro. Dan Martin est troisième du Tour de Catalogne et du Critérium du Dauphiné. Fernando Gaviria obtient sept victoires, dont Paris-Tours. Lors des mondiaux au Qatar, Deceuninck-Quick Step est championne du monde du contre-la-montre par équipes pour la troisième fois et Tony Martin est sacré sur le contre-la-montre individuel.
Lors de la saison 2017, l'équipe est renommée Quick-Step Floors et recrute le spécialiste des classiques Philippe Gilbert, tandis que Tony Martin signe chez Katusha-Alpecin. Sur les classiques « Monuments », elle comptabilise une seule victoire (Philippe Gilbert s'impose sur le Tour des Flandres après 55 kilomètres en solitaire), mais ses coureurs réalisent la performance rare de terminer sur le podium de chacune des cinq courses comme en 2006 (Julian Alaphilippe troisième de Milan-San Remo et deuxième du Tour de Lombardie, Zdeněk Štybar deuxième de Paris-Roubaix et Dan Martin deuxième de Liège-Bastogne-Liège). Gilbert remporte également pour la quatrième fois l'Amstel Gold Race. Sur les grands tours, la formation belge remporte un nombre record de 16 victoires d'étapes (5 au Giro, 5 au Tour, 6 à la Vuelta), tandis que Bob Jungels termine huitième et une nouvelle fois meilleur jeune du Tour d'Italie et Dan Martin sixième du Tour de France. Fernando Gaviria remporte quatre étapes et le classement par points du Giro, alors que Matteo Trentin gagne Paris-Tours (troisième victoire consécutive pour l'équipe). Quick-Step Floors se classe deuxième du classement World Tour, le meilleur classement de son histoire, à seulement 154 points du Team Sky. La saison est également marquée par le départ à la retraite en avril de son coureur vedette Tom Boonen.

#### 2018-2021: au sommet de la hiérarchie mondiale

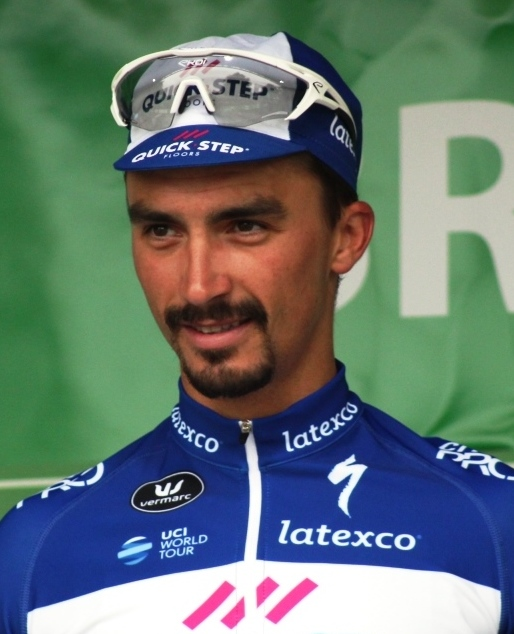
Julian Alaphilippe en 2018.

Avec 73 victoires, Quick-Step Floors est l'équipe ayant le plus gagné durant la saison 2018, et ce, pour la septième année consécutive. Elle bat son record de 2014 (61 victoires) ainsi que, parmi les équipes dirigées par Patrick Lefevere, celui de Mapei-Quick Step en 2000 avec 71 victoires. C'est le meilleur total d'une équipe au cours d'une saison depuis HTC-Columbia en 2009, avec 84 victoires. Cette réussite est d'autant plus remarquable que l'équipe a perdu des coureurs importants durant l'intersaison (Tom Boonen, Marcel Kittel, Matteo Trentin et Dan Martin). Les coureurs les plus prolifiques de l'équipe durant cette saison sont les sprinteurs Elia Viviani et Fernando Gaviria qui, avec respectivement 18 et 9 victoires, sont parvenus à remplacer Kittel, ainsi que le Français Julian Alaphilippe, avec 12 victoires auxquelles il faut ajouter le maillot à pois du Tour de France. 37 des 73 succès ont été acquis lors de courses du calendrier World Tour. Quick-Step Floors en remporte le classement par équipes, une première dans l'histoire de l'équipe. L'équipe a gagné dès le début de la saison, au Tour Down Under en Australie en janvier, jusqu'à la dernière course, le Tour du Guangxi en Chine en octobre. À plusieurs reprises, elle a obtenu des victoires lors de courses ayant lieu simultanément. Elle s'est illustrée tant sur les classiques, avec notamment les victoires au Tour des Flandres (Niki Terpstra) et sur Liège-Bastogne-Liège (Bob Jungels), que sur les trois grands tours, avec treize victoires d'étapes et la deuxième place d'Enric Mas sur le Tour d'Espagne. L'équipe a notamment effectué un printemps remarquable, enchaînant les succès sur les classiques belges : Samyn, Museeuw Classic, Nokere Koerse, Handzame Classic, Trois Jours de La Panne, Grand Prix E3, Tour des Flandres, Grand Prix de l'Escaut, Flèche wallonne et Liège-Bastogne-Liège. Sur les 28 coureurs de l'équipe (hors stagiaires), quatorze ont gagné au moins une fois durant l'année, auxquels s'ajoutent cinq coureurs ayant contribué aux victoires lors de courses par équipes.
En 2019, elle change de nom et devient Deceuninck-Quick Step, après le partenariat signé avec Deceuninck, un fabricant de fenêtres et portes en PVC. Si l'équipe voit plusieurs de ses leaders partir (Laurens De Plus, Fernando Gaviria, Maximilian Schachmann et Niki Terpstra), elle recrute Remco Evenepoel, annoncé comme le prodige du cyclisme mondial. Une fois de plus, l'équipe domine la saison des classiques printanières avec les succès de Julian Alaphilippe sur Milan-San Remo, les Strade Bianche et la Flèche wallonne. Philippe Gilbert complète sa collection avec une victoire sur Paris-Roubaix, tandis que Zdeněk Štybar gagne le Circuit Het Nieuwsblad et l'E3 BinckBank Classic et Bob Jungels s'impose sur Kuurne-Bruxelles-Kuurne. Kasper Asgreen se classe deuxième du Tour des Flandres après avoir animé la course. Le sprinteur Elia Viviani obtient 11 succès, dont le titre de champion d'Europe, la Cadel Evans Great Ocean Road Race, la RideLondon-Surrey Classic, l'EuroEyes Cyclassics, ainsi qu'une étape du Tour de France. À 19 ans et pour sa première saison chez les professionnels, Remco Evenepoel bat tous les records de précocité en gagnant le titre de champion d'Europe du contre-la-montre, la Classique de Saint-Sébastien et le Tour de Belgique. Álvaro Hodeg et Fabio Jakobsen montrent qu'ils sont des sprinteurs prometteurs, totalisant 14 victoires à eux deux. Après un Giro raté, l'équipe brille sur le Tour de France, où Julian Alaphilippe gagne deux étapes, porte 14 jours le maillot jaune et termine cinquième du général. Le grimpeur Enric Mas sauve sa saison en gagnant le Tour du Guangxi en octobre, avant de partir pour l'équipe Movistar en 2020. Finalement, Deceuninck-Quick Step totalise 68 victoires, réalisant le meilleur total du peloton pour la huitième année consécutive et remportant le classement mondial par équipes, tandis qu'Alaphilippe après avoir été leader du classement UCI individuel entre mars et septembre, termine finalement numéro 2 mondial.
L'équipe continue sur sa lancée en 2020. Malgré une année marquée par la pandémie de Covid-19, la formation belge obtient 39 succès, meilleur total de la saison pour la neuvième année d'affilée. Le départ du sprinteur Elia Viviani est compensé par l'arrivée de Sam Bennett. Celui-ci remporte deux étapes (dont celle des Champs-Élysées) et le maillot vert sur le Tour de France, ainsi qu'une étape sur le Tour d'Espagne, ce qui constitue la 99e victoire sur un grand tour pour l'équipe Quick Step. Deuxième de Milan-San Remo, Julian Alaphilippe est sacré champion du monde à Imola et remporte une étape du Tour de France, où il porte le maillot jaune pendant trois jours. L'équipe brille sur les courses d'un jour avec des victoires sur la Cadel Evans Great Ocean Road Race (Dries Devenyns), Kuurne-Bruxelles-Kuurne (Kasper Asgreen), la Flèche brabançonne (Alaphilippe) et les Trois Jours de Bruges-La Panne (Yves Lampaert devant son coéquipier Tim Declercq). Florian Sénéchal s'affirme en terminant deuxième de Gand-Wevelgem et troisième de la Bretagne Classic. Dominateur, Remco Evenepoel remporte les quatre courses par étapes où il est au départ, dont le Tour de Pologne. À la lutte pour la victoire sur le Tour de Lombardie, il chute lourdement dans une descente et doit se faire opérer de plusieurs fractures. La saison est également marquée par le Tour d'Italie de João Almeida, où celui-ci termine son premier grand tour à la quatrième place du général après avoir porté le maillot rose pendant 15 jours. La formation belge termine deuxième du classement mondial par équipes.
Elle reprend sa place de numéro 1 mondial en 2021, avec un total de 65 victoires pour 18 coureurs différents. De retour dans l'équipe, Mark Cavendish (aucun succès depuis 2018), crée la sensation en gagnant quatre étapes et le maillot vert du Tour de France. Il égale ainsi le record de succès sur la Grande Boucle détenu par Eddy Merckx (34 étapes). L'équipe domine une nouvelle fois les classiques de printemps. Davide Ballerini remporte le Circuit Het Nieuwsblad, Sam Bennett s'adjuge la Classic Bruges-La Panne, Kasper Asgreen gagne coup sur coup l'E3 Saxo Bank Classic et le Tour des Flandres, tandis que Julian Alaphilippe s'impose sur la Flèche wallonne. Si ce dernier termine également deuxième des Strade Bianche, de Liège-Bastogne-Liège et de la Bretagne Classic, il gagne surtout la première étape du Tour de France (où il porte le maillot jaune pendant un jour) et conserve son titre mondial à Louvain. De retour à la compétition, le sprinteur Fabio Jakobsen remporte trois étapes et le classement par points du Tour d'Espagne, tandis que João Almeida gagne le Tour de Pologne. Florian Sénéchal gagne également une étape du Tour d'Espagne, alors que Remco Evenepoel décroche huit succès, ainsi que des médailles aux championnats du monde et d'Europe.

#### 2022-2025: l'ère Evenepoel

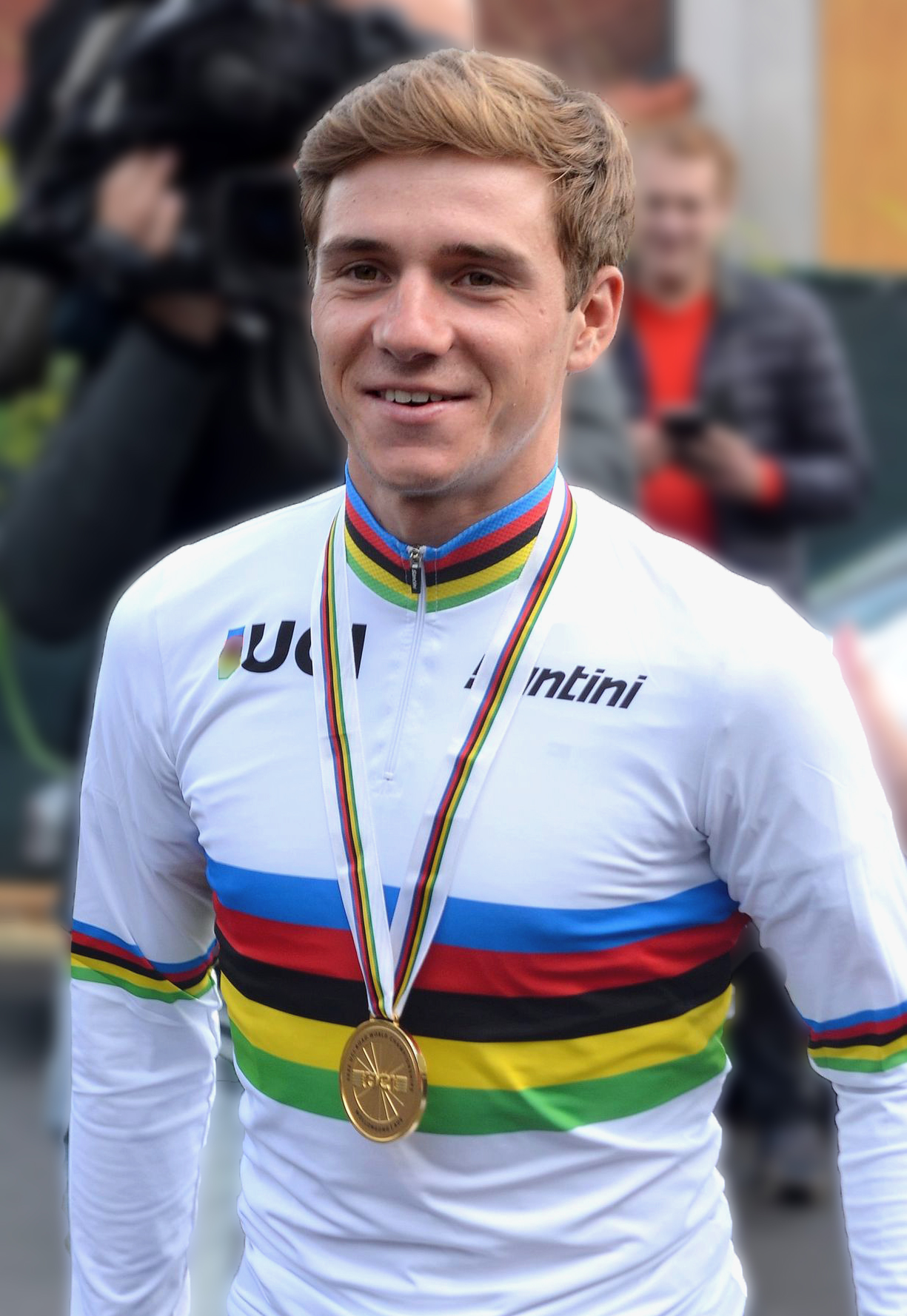
Remco Evenepoel en 2022.

En 2022, le sponsor Deceuninck part et l'équipe est renommée Quick-Step Alpha Vinyl. Sam Bennett, Álvaro Hodeg et João Almeida quittent l'équipe. Elle perd sa place de numéro 1 mondial et retombe à la sixième place, son plus mauvais classement depuis 2016. Pour la première fois depuis 2011, elle ne figure plus en tête des équipes les plus victorieuses. Elle décroche un total de 47 succès, dont le titre mondial et le Tour d'Espagne pour Remco Evenepoel. Il s'agit du premier grand tour remporté par l'équipe depuis sa création. Vainqueur de deux étapes sur la Vuelta, Evenepoel prend le leadership de l'équipe en remportant un total de 15 courses, dont Liège-Bastogne-Liège et la Classique de Saint-Sébastien. De son côté Julian Alaphilippe déçoit avec seulement deux succès et une saison marquée par des chutes et des maladies. Fabio Jakobsen obtient 13 succès et s'affirme comme l'un des meilleurs sprinteurs de la saison avec notamment le titre de champion d'Europe et une étape sur le Tour de France, où Yves Lampaert gagne la première étape et porte le maillot jaune. Mark Cavendish remporte une nouvelle étape du Tour d'Italie.
La formation belge change de nouveau de nom en 2023, pour devenir Soudal Quick-Step. Avec 55 victoires et une troisième place au classement UCI, l'équipe améliore son bilan par rapport à 2022. Si Remco Evenepoel échoue sur les classements généraux des grands tours, il réalise à nouveau une saison complète avec 13 victoires, dont 11 en World Tour. Il conserve ses titres sur Liège-Bastogne-Liège et la Classique de Saint-Sébastien, remporte le championnat du monde du contre-la-montre, le championnat de Belgique sur route, le Tour des Émirats arabes unis, ainsi que deux étapes sur le Tour d'Italie et trois autres sur le Tour d'Espagne, avec le classement du meilleur grimpeur. Kasper Asgreen remporte une étape du Tour de France, tandis qu'Andrea Bagioli est deuxième du Tour de Lombardie et Yves Lampaert se classe troisième du Renewi Tour. Si Julian Alaphilippe et l'équipe des classiques flandriennes déçoivent à nouveau, Tim Merlier décroche onze succès et pousse Fabio Jakobsen vers le départ en fin d'année.
En 2024, l'équipe poursuit sur sa lancée avec une saison réussie pour deux de ses leaders Remco Evenepoel et Tim Merlier. Elle termine l'année avec 34 succès et quatre titres sur les championnats internationaux, pour une troisième place au classement UCI. Malgré une lourde chute au Tour du Pays basque qui le prive des classiques ardennaises, Evenepoel gagne neuf courses, dont deux médailles d'or aux Jeux olympiques et un deuxième titre de champion du monde du contre-la-montre. Lors du Tour de France, il gagne une étape et termine troisième du général. Il se classe également deuxième de Paris-Nice et du Tour de Lombardie. Son lieutenant Mikel Landa est deuxième du Tour de Catalogne, puis termine dans le top 10 du Tour de France et du Tour d'Espagne. Merlier se montre comme l'un des meilleurs sprinteurs du monde avec 16 victoires dont trois sur le Tour d'Italie et le titre européen. Il se classe également deuxième de la Classic Bruges-La Panne. L'autre sprinteur Paul Magnier gagne cinq courses et prend la deuxième place de la Bretagne Classic. Pour sa dernière saison dans l'équipe, Julian Alaphilippe décroche un succès d’étape sur le Giro et une deuxième place sur la Classique de Saint-Sébastien.

## L'équipe et le dopage
En 2005, une affaire de dopage est apparue dans laquelle Johan Museeuw est impliqué. Des rapports de presse ont insinué l'utilisation d'hormone de croissance humaine qu'il a obtenue du vétérinaire José Landuyt. Les autorités policières ont affirmé que Museeuw avait acheté des substances interdites en 2003. Malgré l'absence de preuve directe, il a été jugé en 2004 qu'il y avait des arguments suffisants pour une suspension pendant deux ans et le renvoi devant la cour criminelle. Le 24 janvier 2007, Museeuw a reconnu les accusations lors d'une conférence de presse, révélant qu'il n'avait « pas été complètement honnête dans sa dernière année en tant que professionnel, car il voulait mettre fin à sa carrière avec style » et a annoncé sa démission de l'équipe Quick Step.
En juin 2005, Marc Lotz démissionne de l'équipe Quick Step-Innergetic après avoir admis l'utilisation d'EPO. Il était sous le coup d'une enquête criminelle qui a ensuite détaillé sa consommation de produits dopants. Il est suspendu pendant deux ans.
Le 10 juin 2008, la presse belge annonce que Tom Boonen a fait l'objet d'un contrôle antidopage positif. Selon le journal Le Soir, il aurait été contrôlé positif à la cocaïne le 25 mai 2008 lors d'un contrôle hors compétition, deux jours avant le début du Tour de Belgique. Le contrôle étant effectué hors compétition, Boonen n'est pas passible de sanctions sportives, mais le cas échéant de sanctions pénales. Dans une conférence de presse organisée le même jour, il reconnaît implicitement les faits, et la direction du Tour lui refuse la participation au Tour de France 2008 malgré l'insistance de son équipe. Tom Boonen est de nouveau contrôlé positif à la cocaïne à la fin du mois d'avril 2009. Il est suspendu par son équipe, Quick Step, jusqu'au 2 juin 2009. Cependant, ce contrôle s'étant, une nouvelle fois, déroulé hors compétition, aucune sanction ne peut être prise par la Royale ligue vélocipédique belge ni par l'Union cycliste internationale. Les seules poursuites possibles auraient pu être judiciaires. Il avoue aussi qu'il se trouve dans un état psychologique dépressif et qu'il fait face à des problèmes avec l'alcool. Il est également révélé qu'il avait été contrôlé positif à la cocaïne une première fois hors compétition en novembre 2007. Il s'agit donc de son troisième test positif en moins de deux ans.
En octobre 2012, l'UCI annonce qu'une procédure disciplinaire à l'encontre de Carlos Barredo (membre de l'équipe entre 2007 et 2010) est ouverte à la suite d'anomalies dans son passeport biologique entre octobre 2007 et septembre 2011. Il est suspendu deux ans, soit jusqu'en octobre 2014, et est disqualifié des courses auxquelles il a participé entre le 26 octobre 2007 et le 24 septembre 2011,.
Le 14 mai 2019, Alessandro Petacchi est suspendu à titre provisoire dans le cadre de l'opération Aderlass, une enquête policière en Autriche. Son nom apparaît dans les fichiers du médecin allemand Mark Schmidt, au centre de l'affaire. Petacchi est suspecté d'avoir pratiqué des transfusions sanguines à la fin de sa carrière, en 2012 et 2013, alors qu'il courait à l'époque au sein des équipes Lampre puis Omega Pharma-Quick Step,. Petacchi nie les faits et déclare : « Je n'ai jamais eu de transfusion sanguine. Et je ne sais pas pourquoi mon nom apparaît dans ce fichier. » Le 24 août 2019, Petacchi s'est vu imposer une période d'inéligibilité de deux ans par l'UCI.

## Classements UCI

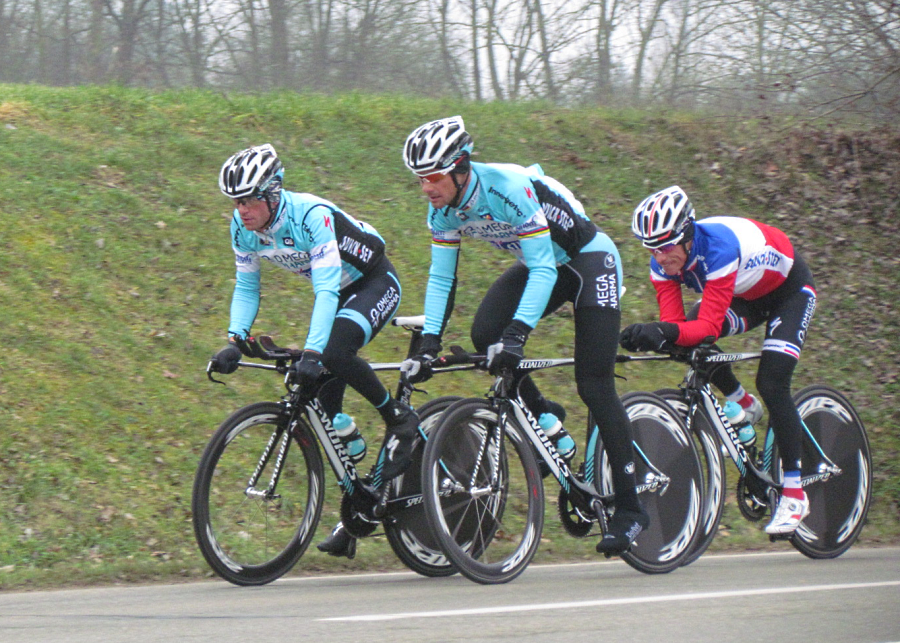
Tom Boonen et Sylvain Chavanel.

En 2003 et 2004, l'équipe est classée parmi les Groupes Sportifs I (GSI), la première catégorie des équipes cyclistes professionnelles. Le classement donné ci-dessous pour cette année est celui de la formation Quick Step en fin de saison.
| Saison | Classement par équipes | Meilleur coureur au classement individuel |
| ------ | ---------------------- | ----------------------------------------- |
| 2003   | 2e                     | Paolo Bettini (1er)                       |
| 2004   | 7e                     | Paolo Bettini (2e)                        |

À compter de 2005, l'équipe intègre le ProTour. Le tableau ci-dessous présente les classements de l'équipe sur ce circuit, ainsi que son meilleur coureur au classement individuel.
| Saison | Classement par équipes | Meilleur coureur au classement individuel |
| ------ | ---------------------- | ----------------------------------------- |
| 2005   | 12e                    | Tom Boonen (2e)                           |
| 2006   | 13e                    | Tom Boonen (7e)                           |
| 2007   | 5e                     | Tom Boonen (21e)                          |
| 2008   | 8e                     | Stijn Devolder (7e)                       |

En 2009, le classement du ProTour est remplacé par le Calendrier mondial UCI.
| Calendrier mondial | Calendrier mondial     | Calendrier mondial                        | Calendrier mondial |
| Année              | Classement par équipes | Meilleur coureur au classement individuel |                    |
| ------------------ | ---------------------- | ----------------------------------------- | ------------------ |
| 2009               | 8e                     | Allan Davis (11e)                         |                    |
| 2010               | 16e                    | Tom Boonen (19e)                          |                    |
|                    |                        |                                           |                    |
| Source : UCI       |                        |                                           |                    |

En 2011, le Calendrier mondial UCI est remplacé par l'UCI World Tour.
| UCI World Tour | UCI World Tour         | UCI World Tour                            | UCI World Tour |
| Année          | Classement par équipes | Meilleur coureur au classement individuel |                |
| -------------- | ---------------------- | ----------------------------------------- | -------------- |
| 2011           | 16e                    | Tom Boonen (30e)                          |                |
| 2012           | 4e                     | Tom Boonen (3e)                           |                |
| 2013           | 7e                     | Michał Kwiatkowski (23e)                  |                |
| 2014           | 4e                     | Michał Kwiatkowski (16e)                  |                |
| 2015           | 4e                     | Rigoberto Urán (13e)                      |                |
| 2016           | 7e                     | Dan Martin (10e)                          |                |
| 2017           | 2e                     | Dan Martin (8e)                           |                |
| 2018           | 1er                    | Elia Viviani (6e)                         |                |
|                |                        |                                           |                |
| Source : UCI   |                        |                                           |                |

En 2016, le Classement mondial UCI qui prend en compte toutes les épreuves UCI est mis en place parallèlement à l'UCI World Tour et aux circuits continentaux. Il remplace définitivement l'UCI World Tour en 2019.
| Classement mondial | Classement mondial     | Classement mondial                        | Classement mondial |
| Année              | Classement par équipes | Meilleur coureur au classement individuel |                    |
| ------------------ | ---------------------- | ----------------------------------------- | ------------------ |
| 2016               | -                      | Julian Alaphilippe (17e)                  |                    |
| 2017               | -                      | Philippe Gilbert (10e)                    |                    |
| 2018               | -                      | Elia Viviani (3e)                         |                    |
| 2019               | 1er                    | Julian Alaphilippe (2e)                   |                    |
| 2020               | 2e                     | Julian Alaphilippe (6e)                   |                    |
| 2021               | 1er                    | Julian Alaphilippe (4e)                   |                    |
| 2022               | 6e                     | Remco Evenepoel (3e)                      |                    |
| 2023               | 3e                     | Remco Evenepoel (3e)                      |                    |
| 2024               | 3e                     | Remco Evenepoel (2e)                      |                    |
|                    |                        |                                           |                    |
| Source : UCI       |                        |                                           |                    |

Les coureurs sont également classés dans les circuits continentaux à partir de 2016.
UCI America Tour
| UCI America Tour | UCI America Tour       | UCI America Tour                          | UCI America Tour |
| Année            | Classement par équipes | Meilleur coureur au classement individuel |                  |
| ---------------- | ---------------------- | ----------------------------------------- | ---------------- |
| 2016             | -                      | Julian Alaphilippe (2e)                   |                  |
| 2017             | -                      | Fernando Gaviria (124e)                   |                  |
| 2018             | -                      | Maximiliano Richeze (5e)                  |                  |
| 2019             | -                      | Álvaro Hodeg (10e)                        |                  |
| 2020             | -                      | Álvaro Hodeg (40e)                        |                  |
| 2021             | -                      | Álvaro Hodeg (16e)                        |                  |
| 2024             | -                      | Luke Lamperti (19e)                       |                  |
|                  |                        |                                           |                  |
| Source : UCI     |                        |                                           |                  |

UCI Asia Tour
| UCI Asia Tour | UCI Asia Tour          | UCI Asia Tour                             | UCI Asia Tour |
| Année         | Classement par équipes | Meilleur coureur au classement individuel |               |
| ------------- | ---------------------- | ----------------------------------------- | ------------- |
| 2016          | -                      | Tom Boonen (6e)                           |               |
| 2017          | -                      | Marcel Kittel (9e)                        |               |
| 2018          | -                      | Elia Viviani (9e)                         |               |
|               |                        |                                           |               |
| Source : UCI  |                        |                                           |               |

UCI Europe Tour
| UCI Europe Tour | UCI Europe Tour        | UCI Europe Tour                           | UCI Europe Tour |
| Année           | Classement par équipes | Meilleur coureur au classement individuel |                 |
| --------------- | ---------------------- | ----------------------------------------- | --------------- |
| 2016            | -                      | Petr Vakoč (10e)                          |                 |
| 2017            | -                      | Matteo Trentin (10e)                      |                 |
| 2018            | -                      | Fabio Jakobsen (9e)                       |                 |
| 2019            | -                      | Julian Alaphilippe (2e)                   |                 |
| 2020            | -                      | Julian Alaphilippe (6e)                   |                 |
| 2021            | -                      | Julian Alaphilippe (4e)                   |                 |
| 2022            | -                      | Remco Evenepoel (3e)                      |                 |
| 2023            | -                      | Remco Evenepoel (3e)                      |                 |
| 2024            | -                      | Remco Evenepoel (2e)                      |                 |
|                 |                        |                                           |                 |
| Source : UCI    |                        |                                           |                 |

UCI Oceania Tour
| UCI Oceania Tour | UCI Oceania Tour       | UCI Oceania Tour                          | UCI Oceania Tour |
| Année            | Classement par équipes | Meilleur coureur au classement individuel |                  |
| ---------------- | ---------------------- | ----------------------------------------- | ---------------- |
| 2017             | -                      | Jack Bauer (21e)                          |                  |
| 2020             | -                      | Shane Archbold (16e)                      |                  |
| 2021             | -                      | Shane Archbold (44e)                      |                  |
|                  |                        |                                           |                  |
| Source : UCI     |                        |                                           |                  |

## Principales victoires

### Compétitions internationales
| Jeux olympiques - Course en ligne : 2 - 2004 (Paolo Bettini) - 2024 (Remco Evenepoel) - Contre-la-montre : 1 - 2024 (Remco Evenepoel) Coupe du monde - Classement individuel de la Coupe du monde : 2003 et 2004 (Paolo Bettini) Championnats d'Europe - Course en ligne : 3 - 2019 (Elia Viviani), 2022 (Fabio Jakobsen) et 2024 (Tim Merlier) - Contre-la-montre : 1 - 2019 (Remco Evenepoel) | Championnats du monde - Course en ligne : 7 - 2005 (Tom Boonen), 2006, 2007 (Paolo Bettini), 2014 (Michał Kwiatkowski), 2020, 2021 (Julian Alaphilippe) et 2022 (Remco Evenepoel) - Contre-la-montre : 7 - 2003, 2004, 2005 (Michael Rogers), 2012, 2013, 2016 (Tony Martin), 2023 et 2024 (Remco Evenepoel) - Contre-la-montre par équipes de marques : 4 - 2012, 2013, 2016 et 2018 - Cyclo-cross : 1 - Élites : 2014 (Zdeněk Štybar) - Cyclisme sur piste : 1 - Omnium : 2016 (Fernando Gaviria) |

### Courses d'un jour

#### Classiques

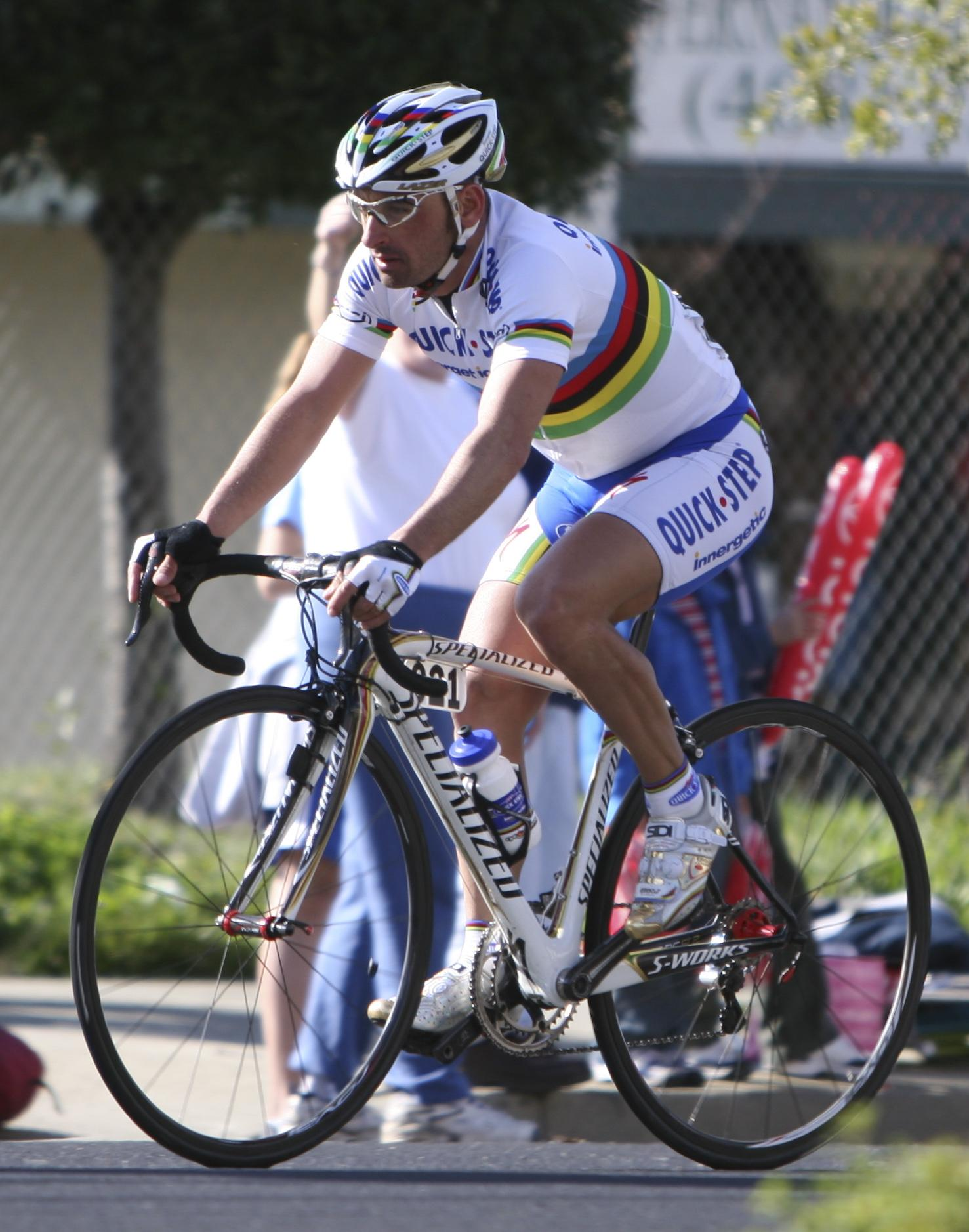
Paolo Bettini, en 2008.

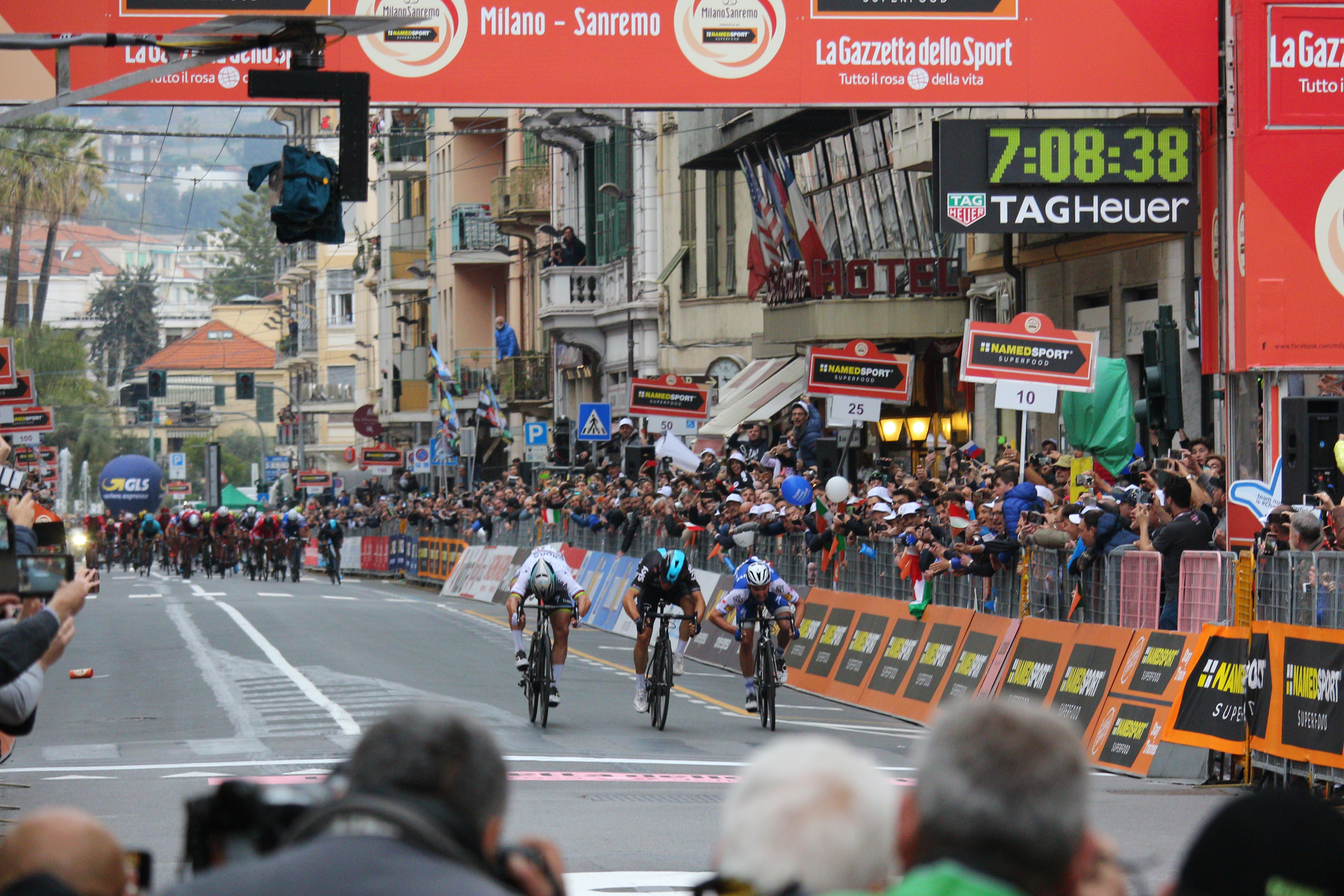
Michał Kwiatkowski (au centre) victorieux au sprint de Milan-San Remo, devant Peter Sagan et Julian Alaphilippe.

Ci-dessous la liste des victoires obtenues sur les classiques de niveau World Tour ou équivalent (en gras les classiques « Monuments ») :
- Circuit Het Volk/Het Nieuwsblad : 2003 (Johan Museeuw), 2005 (Nick Nuyens), 2019 (Zdeněk Štybar) et 2021 (Davide Ballerini)
- Milan-San Remo : 2003 (Paolo Bettini), 2006 (Filippo Pozzato) et 2019 (Julian Alaphilippe)
- HEW Cyclassics/EuroEyes Cyclassics : 2003 (Paolo Bettini), 2005 (Filippo Pozzato), 2018 et 2019 (Elia Viviani)
- Classique de Saint-Sébastien : 2003 (Paolo Bettini), 2018 (Julian Alaphilippe) 2019, 2022 et 2023 (Remco Evenepoel)
- Gand-Wevelgem : 2004, 2011 et 2012 (Tom Boonen)
- Grand Prix E3 : 2004, 2005, 2006, 2007, 2012 (Tom Boonen), 2018 (Niki Terpstra), 2019 (Zdeněk Štybar) et 2021 (Kasper Asgreen)
- Tour des Flandres : 2005, 2006, 2012 (Tom Boonen), 2008, 2009 (Stijn Devolder), 2017 (Philippe Gilbert), 2018 (Niki Terpstra) et 2021 (Kasper Asgreen)
- Paris-Roubaix : 2005, 2008, 2009, 2012 (Tom Boonen), 2014 (Niki Terpstra) et 2019 (Philippe Gilbert)
- Grand Prix de Zurich : 2005 (Paolo Bettini)
- Tour de Lombardie : 2005 et 2006 (Paolo Bettini)
- À travers les Flandres : 2007[35] (Tom Boonen), 2009[35] (Kevin Van Impe), 2012[35], 2014[35] (Niki Terpstra), 2017 et 2018 (Yves Lampaert)
- Strade Bianche : 2014[35] (Michał Kwiatkowski), 2016[35] (Zdeněk Štybar) et 2019 (Julian Alaphilippe)
- Cadel Evans Great Ocean Road Race : 2015[35] (Gianni Meersman) et 2019 (Elia Viviani) et 2020 (Dries Devenyns)
- Amstel Gold Race : 2015 (Michał Kwiatkowski) et 2017 (Philippe Gilbert)
- Grand Prix cycliste de Québec : 2015 (Rigoberto Urán)
- RideLondon-Surrey Classic : 2016[35] (Tom Boonen) et 2019 (Elia Viviani)
- Classic Bruges-La Panne : 2018 (Elia Viviani), 2020 (Yves Lampaert), 2021 (Sam Bennett)
- Flèche wallonne : 2018, 2019 et 2021 (Julian Alaphilippe)
- Liège-Bastogne-Liège : 2018 (Bob Jungels), 2022 et 2023 (Remco Evenepoel)

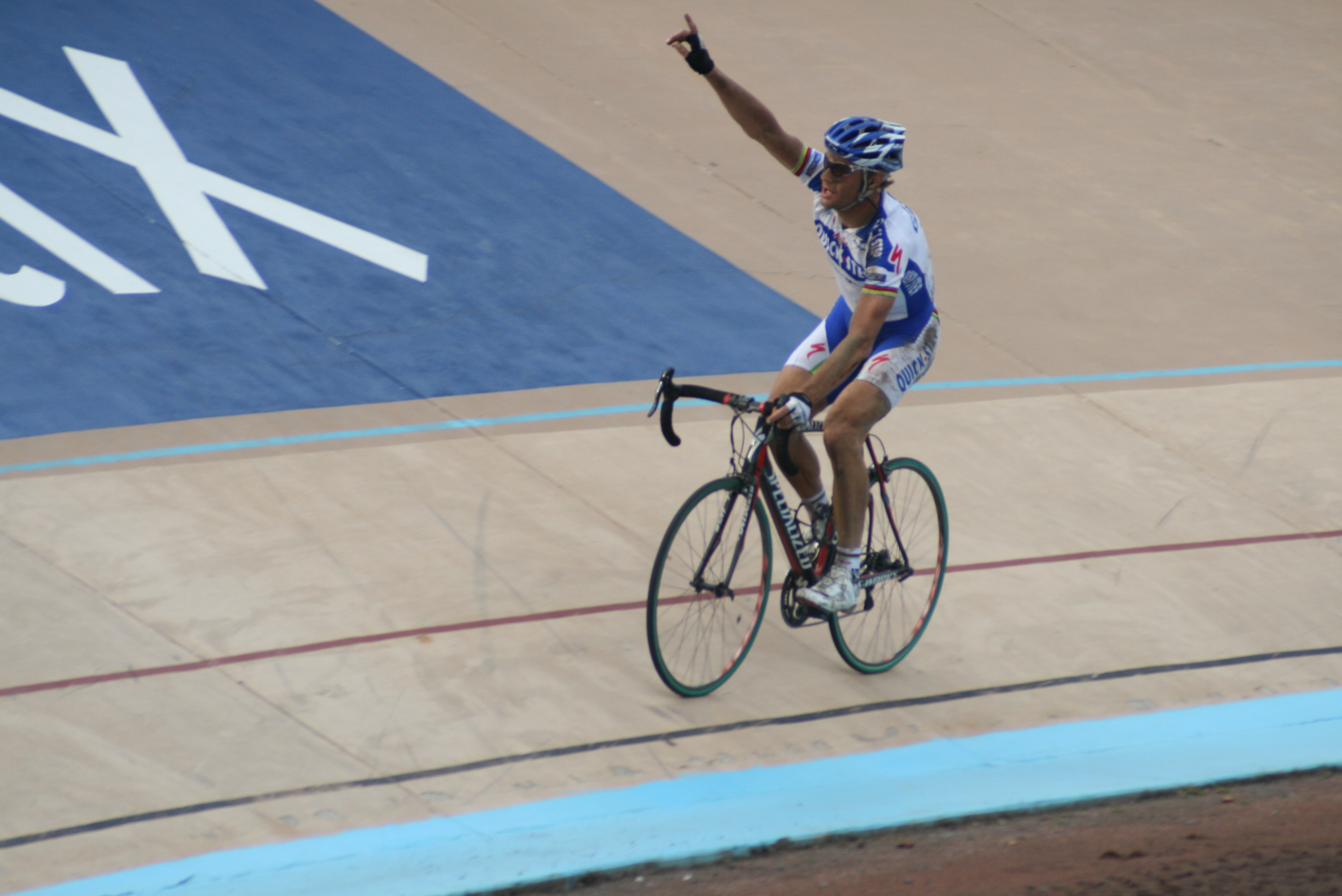
Tom Boonen, vainqueur de Paris-Roubaix 2009.

Carlos Barredo gagne la Classique de Saint-Sébastien 2009 avant d'être déclassé par la suite.

#### Semi-classiques

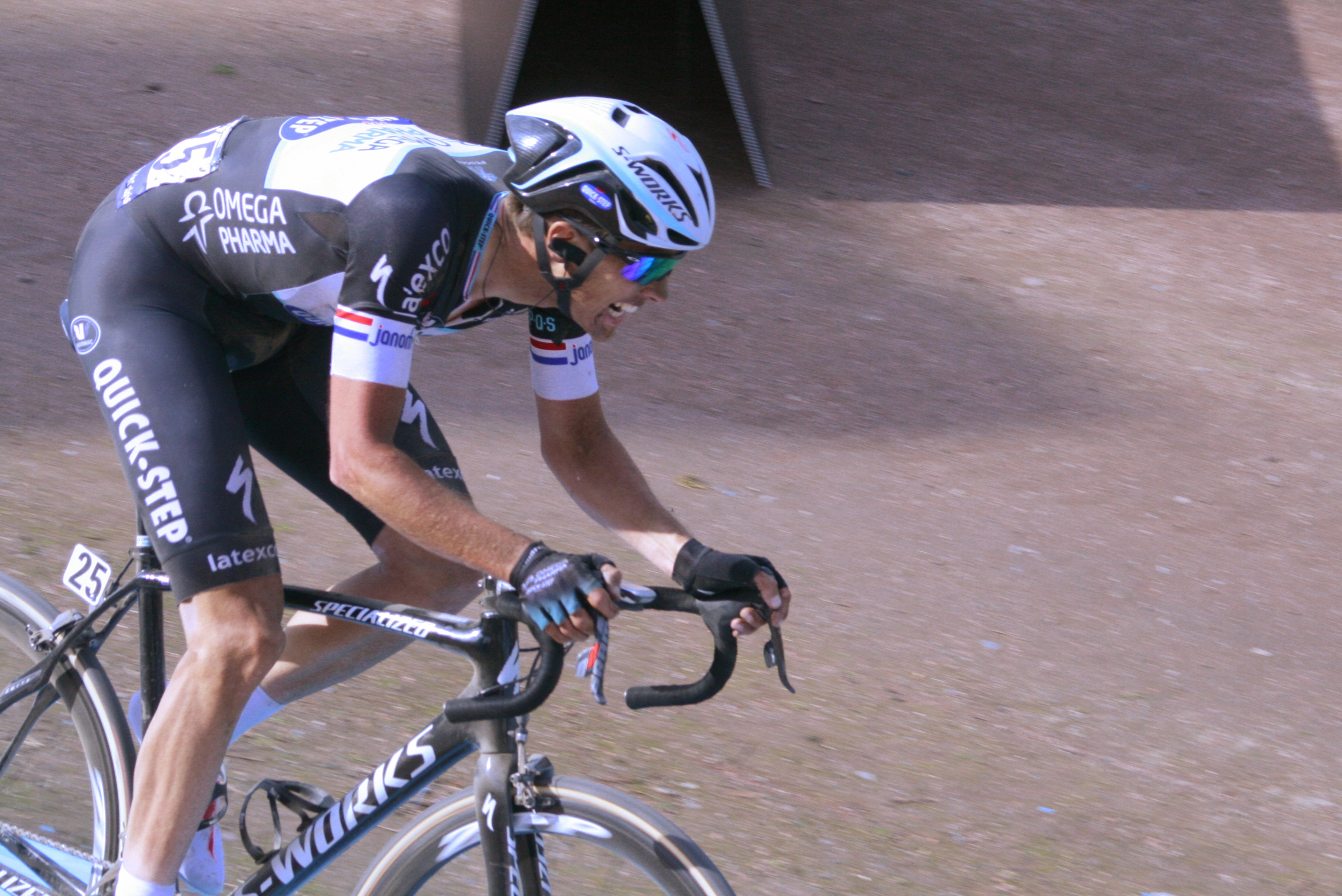
Niki Terpstra à l'arrivée du Paris-Roubaix 2014.

Ci-dessous la liste des victoires obtenues sur les autres courses d'un jour :
- Acht van Chaam : 2003 (Servais Knaven)
- Grand Prix Bruno Beghelli : 2003 (Luca Paolini), 2010 (Dario Cataldo)
- Prix national de clôture : 2003 (Nick Nuyens)
- Flèche brabançonne : 2004 (Luca Paolini), 2016 (Petr Vakoč), 2020 (Julian Alaphilippe)
- Grand Prix de l'Escaut : 2004, 2006 (Tom Boonen), 2016, 2017 (Marcel Kittel), 2018, 2019 (Fabio Jakobsen) et 2024 (Tim Merlier)
- Grand Prix de la ville de Camaiore : 2004 (Paolo Bettini)
- Memorial Rik van Steenbergen : 2004 (Tom Boonen), 2008 (Gert Steegmans)
- Paris-Bruxelles/Brussels Cycling Classic : 2004 (Nick Nuyens), 2012, 2016 (Tom Boonen) et 2021 (Remco Evenepoel)
- Grand Prix de Wallonie : 2004, 2006 (Nick Nuyens)
- Grand Prix de l'industrie et du commerce de Prato : 2004 (Nick Nuyens)
- Japan Cup : 2004 (Patrik Sinkewitz)
- Grand Prix de Lugano : 2005 (Rik Verbrugghe), 2006 (Paolo Bettini)
- Tour du Latium : 2005 (Filippo Pozzato)
- International Grand Prix Doha : 2006 (Tom Boonen)
- Trofeo Soller : 2006 (Paolo Bettini)
- Grand Prix de Chiasso : 2006 (Remmert Wielinga)
- Kuurne-Bruxelles-Kuurne : 2006 (Nick Nuyens), 2007, 2009, 2014 (Tom Boonen), 2008 (Steven de Jongh), 2015 (Mark Cavendish), 2019 (Bob Jungels), 2020 (Kasper Asgreen), 2022 (Fabio Jakobsen)
- Veenendaal-Veenendaal : 2006 (Nick Nuyens)
- Grand Prix d'Isbergues : 2006 (Cédric Vasseur), 2018 (Philippe Gilbert)
- Delta Profronde : 2006 (Steven de Jongh)
- Tour du Groene Hart : 2007 (Wouter Weylandt)
- Grand Prix Jef Scherens : 2007 (Bram Tankink)
- Tour de Rijke : 2007 (Gert Steegmans), 2008 (Steven de Jongh)
- Circuit du Houtland : 2007 (Steven de Jongh)
- Circuit des bords flamands de l'Escaut : 2007 (Steven de Jongh), 2008 (Wouter Weylandt)
- Coppa Sabatini : 2007 (Giovanni Visconti)
- Trofeo Calvia : 2008 (Gert Steegmans)
- Nokere Koerse : 2008 (Wouter Weylandt), 2011 (Gert Steegmans), 2012 (Francesco Chicchi), 2018 (Fabio Jakobsen), 2023 et 2024 (Tim Merlier)
- Tour de Frise : 2008 (Gert Steegmans)
- Halle-Ingooigem : 2008 (Gert Steegmans), 2009, 2010 (Jurgen Van De Walle)
- Trofeo Matteotti : 2008 (Paolo Bettini)
- Grand Prix de Fourmies : 2008 (Giovanni Visconti), 2016 (Marcel Kittel), 2023 (Tim Merlier)
- Le Samyn : 2009 (Wouter Weylandt), 2016, 2018 (Niki Terpstra), 2019 (Florian Sénéchal)
- Championnat des Flandres : 2009 (Steven de Jongh), 2015 (Michał Gołaś), 2017 (Fernando Gaviria), 2019 (Jannik Steimle), 2022 (Fabio Jakobsen), 2024 (Tim Merlier)
- Trofeo Palma : 2012 (Andrew Fenn), 2023 (Ethan Vernon)
- Trofeo Migjorn : 2012 (Andrew Fenn)
- Handzame Classic : 2012 (Francesco Chicchi), 2016 (Gianni Meersman), 2018 (Álvaro Hodeg)
- Chrono des Nations-Les Herbiers-Vendée : 2012, 2013 (Tony Martin)
- Trofeo Serra : 2014 (Michał Kwiatkowski)
- Trofeo Muro : 2014 (Gianni Meersman)
- Grand Prix Pino Cerami : 2014 (Alessandro Petacchi)
- Châteauroux Classic de l'Indre : 2014 (Iljo Keisse)
- Grand Prix Briek Schotte : 2014 (Andrew Fenn)
- Binche-Chimay-Binche : 2014 (Zdeněk Štybar)
- Clasica de Almeria : 2015 (Mark Cavendish)
- Ronde van Zeeland Seaports : 2015 (Iljo Keisse)
- Tour de Cologne : 2015 (Tom Boonen)
- Tour de Münster : 2015 (Tom Boonen), 2019 (Álvaro Hodeg) et 2021 (Mark Cavendish)
- Paris-Tours : 2015, 2017  (Matteo Trentin) et 2016 (Fernando Gaviria)
- Trofeo Pollenca-Port de Andratx : 2016 (Gianluca Brambilla)
- Classic de l'Ardèche : 2016 (Petr Vakoč), 2020 (Rémi Cavagna) et 2023 (Julian Alaphilippe)
- Drôme Classic : 2016 (Petr Vakoč) et 2021 (Andrea Bagioli)
- À travers le Hageland : 2016 (Niki Terpstra)
- Grand Prix Impanis-Van Petegem/Primus Classic : 2016 (Fernando Gaviria), 2017 (Matteo Trentin) et 2021 (Florian Sénéchal)
- Omloop Mandel-Leie-Schelde : 2017 (Iljo Keisse)
- Trois Jours de Flandre-Occidentale : 2018 (Rémi Cavagna)[36]
- Flèche de Heist : 2019 (Álvaro Hodeg)
- Race Torquay : 2020 (Sam Bennett)
- Course des raisins : 2020 (Florian Sénéchal) et 2021 (Remco Evenepoel)
- Grand Prix Jean-Pierre Monseré : 2020 (Fabio Jakobsen)
- Grand Prix de l'industrie et de l'artisanat de Larciano : 2021 (Mauri Vansevenant)
- Grand Prix Marcel Kint : 2021 (Álvaro Hodeg)
- Eurométropole Tour : 2021 (Fabio Jakobsen)
- Coppa Bernocchi : 2021 (Remco Evenepoel)
- Gooikse Pijl : 2021 (Fabio Jakobsen), 2024 (Tim Merlier)
- Tour des onze villes : 2022 (Fabio Jakobsen)
- Milan-Turin : 2022 (Mark Cavendish)
- Figueira Champions Classic : 2023 (Casper Pedersen), 2024 (Remco Evenepoel)
- Trois vallées varésines : 2023 (Ilan Van Wilder)
- Tour du Piémont : 2023 (Andrea Bagioli)
- Trofeo Ses Salines-Felanitx : 2024 (Paul Magnier)

### Courses par étapes

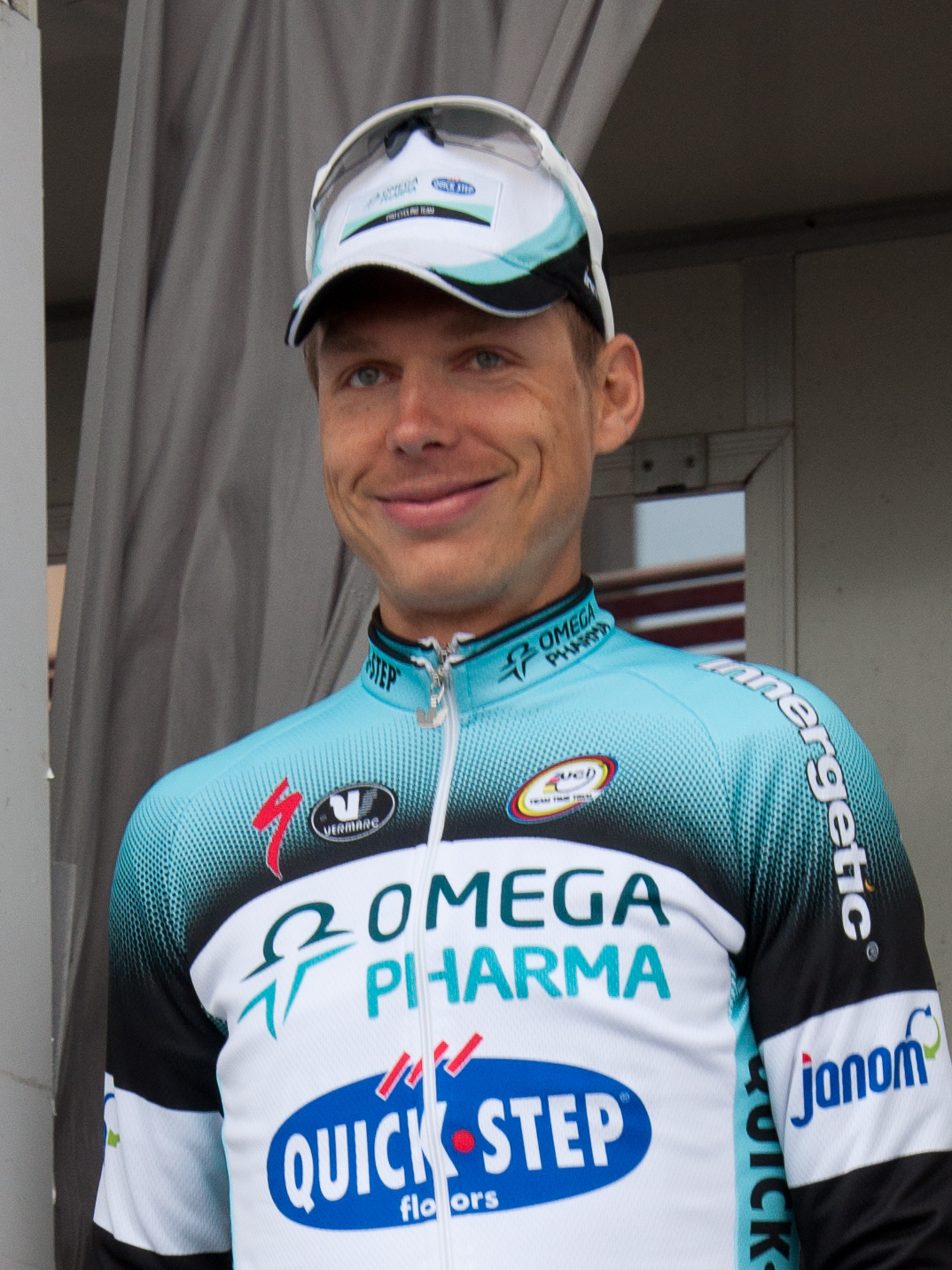
Tony Martin sur le Tour de Romandie 2013.

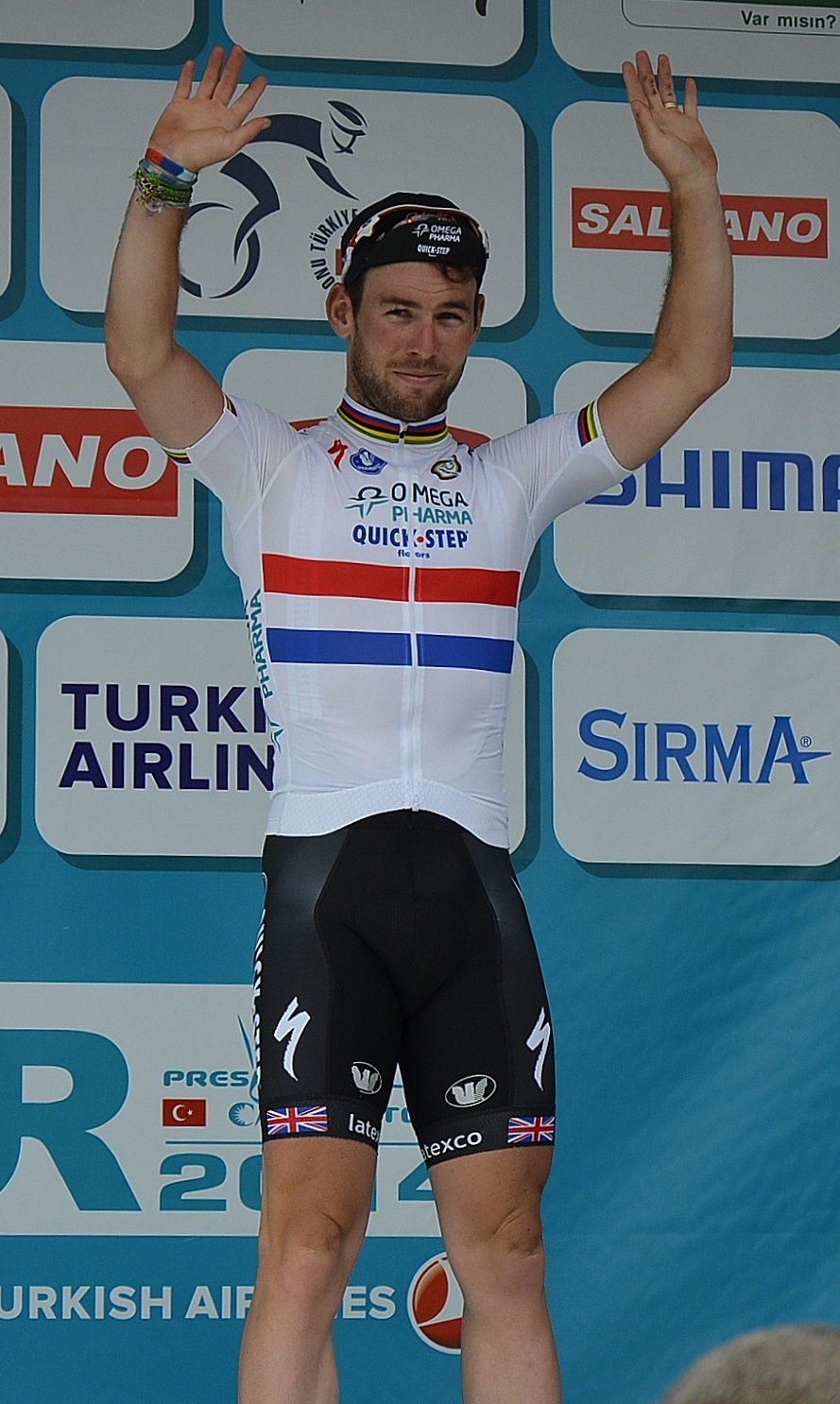
Mark Cavendish lors du Tour de Turquie 2014.

Ci-dessous la liste des victoires obtenues sur les courses par étapes (en gras les courses de niveau World Tour ou équivalent) :
- Tour méditerranéen : 2003 (Paolo Bettini)
- Tour de Belgique : 2003 (Michael Rogers), 2005 (Tom Boonen), 2008, 2010 (Stijn Devolder), 2012, 2013, 2014 (Tony Martin), 2019 et 2021 (Remco Evenepoel)
- Tour d'Allemagne : 2003 (Michael Rogers), 2004 (Patrik Sinkewitz) et 2023 (Ilan Van Wilder)
- Route du Sud : 2003 (Michael Rogers)
- Tirreno-Adriatico : 2004 (Paolo Bettini)
- Tour de Picardie : 2004 (Tom Boonen)
- Ster Elektrotoer : 2004 (Nick Nuyens)
- Tour d'Autriche : 2005 (Juan Miguel Mercado)
- Tour de Grande-Bretagne : 2005 (Nick Nuyens), 2018 (Julian Alaphilippe)
- Tour du Qatar : 2006, 2008, 2009, 2012 (Tom Boonen), 2007 (Wilfried Cretskens), 2013 (Mark Cavendish), 2014, 2015 (Niki Terpstra)
- Circuit franco-belge : 2006 (Kevin Van Impe), 2007 (Gert Steegmans)
- Tour de l'Algarve : 2008 (Stijn Devolder), 2013 (Tony Martin), 2014 (Michał Kwiatkowski), 2020, 2022 et 2024 (Remco Evenepoel)
- Tour Down Under : 2009 (Allan Davis)
- Tour de San Luis : 2012 (Levi Leipheimer)
- Tour d'Oman : 2012 (Peter Velits)
- Trois Jours de Flandre-Occidentale : 2012 (Julien Vermote), 2013 (Kristof Vandewalle), 2015 (Yves Lampaert)
- Trois Jours de La Panne : 2012, 2013 (Sylvain Chavanel), 2014 (Guillaume Van Keirsbulck), 2017 (Philippe Gilbert)
- World Ports Classic : 2012 (Tom Boonen), 2013 (Nikolas Maes)
- Tour de Pékin : 2012 (Tony Martin)
- Eneco Tour : 2013 (Zdeněk Štybar) et 2016 (Niki Terpstra)
- Tour de Wallonie : 2014 (Gianni Meersman), 2015 (Niki Terpstra)
- Dubaï Tour : 2015 (Mark Cavendish), 2016, 2017 (Marcel Kittel) et 2018 (Elia Viviani)
- Tour de République tchèque : 2015 (Petr Vakoč)
- Tour du Poitou-Charentes : 2015 (Tony Martin)
- Tour de Californie : 2016 (Julian Alaphilippe)
- Tour de Slovaquie : 2018 (Julian Alaphilippe), 2020 (Jannik Steimle), 2022 (Josef Černý), 2023 (Rémi Cavagna)
- Tour du Guangxi : 2019 (Enric Mas)
- Tour de San Juan : 2020 (Remco Evenepoel)
- Tour de Burgos : 2020 (Remco Evenepoel)
- Tour de Pologne : 2020 (Remco Evenepoel) et 2021 (João Almeida)
- Tour du Danemark : 2021 (Remco Evenepoel)
- Tour de Luxembourg : 2021 (João Almeida)
- Tour de Norvège : 2022 (Remco Evenepoel)
- UAE Tour : 2023 (Remco Evenepoel)
- Semaine internationale Coppi et Bartali : 2023 (Mauro Schmid)

### Championnats nationaux
Sur route
- Championnats d'Allemagne sur route : 5

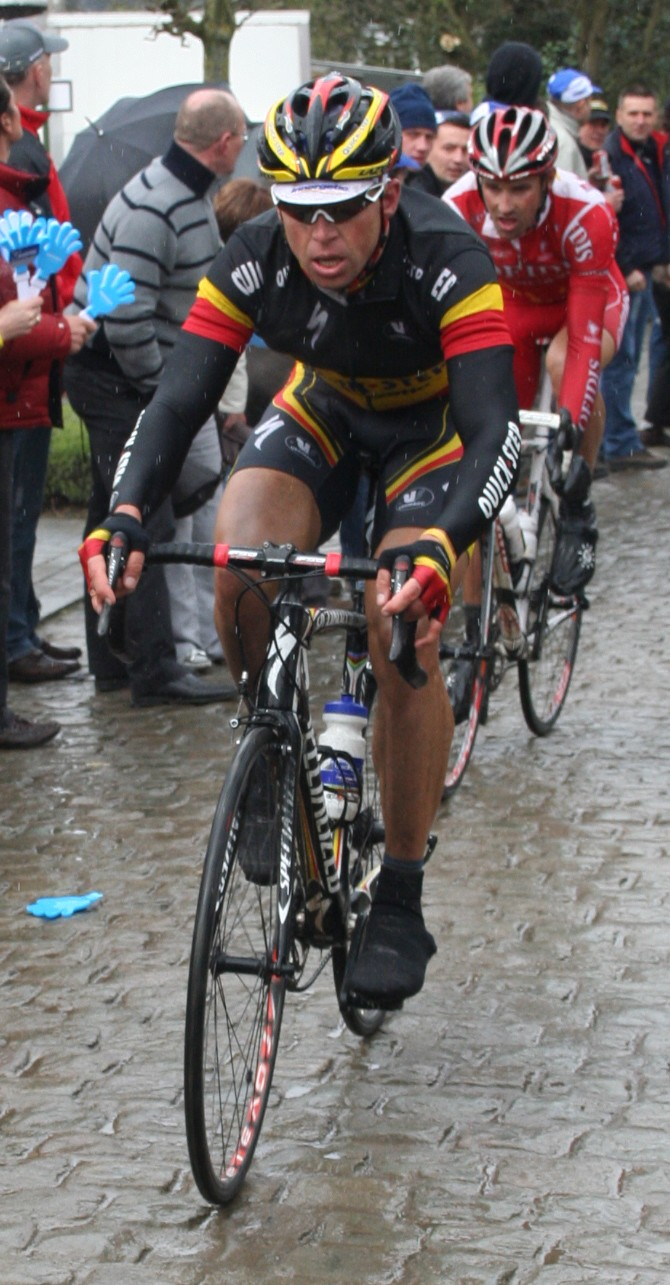
Stijn Devolder vêtu du maillot de champion de Belgique, lors du Tour des Flandres 2008

  - Contre-la-montre : 2012, 2013, 2014, 2015 et 2016 (Tony Martin)
- Championnats d'Argentine sur route : 1
  - Course en ligne : 2019 (Maximiliano Richeze)
- Championnats de Belgique sur route : 12
  - Course en ligne : 2009, 2012 (Tom Boonen), 2010 (Stijn Devolder), 2018 (Yves Lampaert) et 2023 (Remco Evenepoel)
  - Contre-la-montre : 2008, 2010 (Stijn Devolder), 2012, 2013 (Kristof Vandewalle), 2017, 2021 (Yves Lampaert) et 2022 (Remco Evenepoel)
- Championnats de Biélorussie sur route : 2
  - Contre-la-montre : 2009 et 2010 (Branislau Samoilau)
- Championnats de Colombie sur route : 1
  - Contre-la-montre : 2015 (Rigoberto Urán)
- Championnats de Curaçao sur route : 2
  - Course en ligne : 2011 (Marc de Maar)
  - Contre-la-montre : 2011 (Marc de Maar)
- Championnats du Danemark sur route : 7
  - Course en ligne : 2018, 2019 (Michael Mørkøv) et 2020 (Kasper Asgreen)
  - Contre-la-montre : 2019, 2020, 2021 et 2023 (Kasper Asgreen)
- Championnats de France sur route : 7
  - Course en ligne : 2011 (Sylvain Chavanel), 2021 (Rémi Cavagna) et 2022 (Florian Sénéchal)
  - Contre-la-montre : 2012, 2013 (Sylvain Chavanel) 2020 et 2023 (Rémi Cavagna)
- Championnats de Grande-Bretagne sur route : 2
  - Course en ligne : 2013 et 2022 (Mark Cavendish)
- Championnats de Hongrie sur route : 2
  - Contre-la-montre : 2003 et 2004 (László Bodrogi)
- Championnats d'Irlande sur route : 1
  - Course en ligne : 2012 (Matthew Brammeier)
- Championnats d'Italie sur route : 5
  - Course en ligne : 2003, 2006 (Paolo Bettini), 2007 (Giovanni Visconti) et 2018 (Elia Viviani)
  - Contre-la-montre : 2012 (Dario Cataldo)
- Championnats du Luxembourg sur route : 8
  - Course en ligne : 2016, 2017, 2018 et 2019 (Bob Jungels)
  - Contre-la-montre : 2016, 2018, 2019 et 2020 (Bob Jungels)
- Championnats de Nouvelle-Zélande sur route : 2
  - Course en ligne : 2020 (Shane Archbold)
  - Contre-la-montre : 2017 (Jack Bauer)
- Championnats des Pays-Bas sur route : 3
  - Course en ligne : 2012, 2015 (Niki Terpstra) et 2019 (Fabio Jakobsen)
- Championnats de Pologne sur route : 3
  - Course en ligne : 2012 (Michał Gołaś) et 2013 (Michał Kwiatkowski)
  - Contre-la-montre : 2014 (Michał Kwiatkowski)
- Championnats du Portugal sur route : 1
  - Contre-la-montre : 2021 (João Almeida)
- Championnats de Slovaquie sur route : 2
  - Contre-la-montre : 2012 et 2013 (Peter Velits)
- Championnats de République tchèque sur route : 4
  - Course en ligne : 2014, 2017 (Zdeněk Štybar) et 2015 (Petr Vakoč)
  - Contre-la-montre : 2021 (Josef Černý)

En cyclo-cross
- Championnats de République tchèque de cyclo-cross : 2
  - Élites : 2012 et 2013 (Zdeněk Štybar)

## Principaux coureurs depuis les débuts
Ce tableau présente les résultats obtenus au sein de l'équipe par une sélection de coureurs qui se sont distingués soit par le rôle de leader ou de capitaine de route qui leur a été attribué pendant tout ou partie de leur passage dans l'équipe, leur longévité au sein de celle-ci, soit en remportant une course majeure pour l'équipe, soit encore par leur place dans l'histoire du cyclisme en général. La majorité des coureurs cités se distinguent par plusieurs de ces caractéristiques.
| Nom                      | Naissance | Nationalité     | Arrivée   | Départ    | Résultats |
| ------------------------ | --------- | --------------- | --------- | --------- | --- |
| Richard Virenque         | 1969      | France          | 2003      | 2004      | Meilleur grimpeur du Tour de France (2003, 2004) 2 étapes du Tour de France (2003, 2004) |
| Pedro Horrillo           | 1974      | Espagne         | 2003      | 2004      | 1 étape de Paris-Nice (2004) |
| Michael Rogers           | 1979      | Australie       | 2003      | 2005      | Champion du monde du contre-la-montre (2005, 2006 et 2007) |
| Juan Miguel Mercado      | 1978      | Espagne         | 2004      | 2005      | 1 étape du Tour de France (2004) |
| Rik Verbrugghe           | 1974      | Belgique        | 2005      | 2005      | 1 étape du Benelux Tour (2005) |
| Servais Knaven           | 1971      | Pays-Bas        | 2003      | 2006      | 1 étape du Tour de France (2003) 1 étape de Tirreno-Adriatico (2005) |
| Nick Nuyens              | 1980      | Belgique        | 2003      | 2006      | Circuit Het Volk (2005) 1 étape du Tour de Suisse (2006) |
| Filippo Pozzato          | 1981      | Italie          | 2003      | 2006      | Cyclassics Hamburg (2005) Milan-San Remo (2006) |
| Cédric Vasseur           | 1970      | France          | 2006      | 2007      | 1 étape du Tour de France (2007) |
| Paolo Bettini            | 1974      | Italie          | 2003      | 2008      | Champion du monde (2006, 2007) Meilleur sprinteur du Tour d'Italie (2005, 2006) Tirreno-Adriatico (2004) Classique de Saint-Sébastien (2003) Milan-San Remo (2003) Cyclassics Hamburg (2003) Tour de Lombardie (2005, 2006) Championnat de Zurich (2005) 5 étapes du Tour d'Espagne (2005, 2006, 2007, 2x 2008) 4 étapes de Tirreno-Adriatico (2x 2004, 2x 2006) 2 étapes du Tour de France (2004) 2 étapes du Tour d'Italie (2005, 2006) 1 étape du Tour de Suisse (2004) |
| Juan Manuel Garate       | 1976      | Espagne         | 2006      | 2008      | Meilleur grimpeur du Tour d'Italie (2006) 1 étape du Tour d'Italie (2006) |
| Alessandro Proni         | 1982      | Italie          | 2007      | 2008      | 1 étape du Tour de Suisse (2007) |
| Sebastien Rosseler       | 1981      | Belgique        | 2005      | 2009      | 1 étape de l'Eneco Tour (2007) |
| Allan Davis              | 1980      | Australie       | 2008      | 2009      | Tour Down Under (2009) 3 étapes du Tour Down Under (2009) 1 étape du Tour de Pologne (2008) |
| Wouter Weylandt          | 1984      | Belgique        | 2005      | 2010      | 1 étape du Benelux Tour (2007) 1 étape du Tour d'Espagne (2008) 1 étape du Tour d'Italie (2010) |
| Matteo Tosatto           | 1974      | Italie          | 2006      | 2010      | 1 étape du Tour de France (2006) |
| Carlos Barredo           | 1981      | Espagne         | 2007      | 2010      | Classique San Sebastian (2009) 1 étape de Paris-Nice (2008) 1 étape du Tour d'Espagne (2010) |
| Stijn Devolder           | 1979      | Belgique        | 2008      | 2010      | Tour des Flandres (2008, 2009) |
| Kevin Seeldraeyers       | 1986      | Belgique        | 2007      | 2011      | Meilleur jeune du Tour de France (2009) |
| Davide Malacarne         | 1987      | Italie          | 2009      | 2011      | 1 étape du Tour de Catalogne (2010) |
| Dario Cataldo            | 1985      | Italie          | 2009      | 2012      | 1 étape du Tour d'Espagne (2012) |
| Sylvain Chavanel         | 1979      | France          | 2009      | 2013      | 2 étapes du Tour de France (2010) 2 étapes de Paris-Nice (2009, 2013) 1 étape du Benelux Tour (2009, 2013) |
| Jérôme Pineau            | 1980      | France          | 2009      | 2013      | 1 étape du Tour d'Italie (2010) |
| Gert Steegmans           | 1980      | Belgique        | 2007 2011 | 2008 2014 | 2 étapes de Paris-Nice (2008) 2 étapes du Tour de France (2007, 2008) |
| Jan Bakelants            | 1986      | Belgique        | 2014      | 2014      | 1 étape du Critérium du Dauphiné (2014) |
| Wout Poels               | 1987      | Pays-Bas        | 2014      | 2014      | 1 étape du Tour du Pays basque (2014) |
| Michal Kwiatkowski       | 1990      | Pologne         | 2012      | 2015      | Champion du monde (2014) Strade Bianche (2014) Amstel Gold Race (2015) 1 étape du Tour de Romandie (2014) 1 étape de Paris-Nice (2015) |
| Rigoberto Urán           | 1987      | Colombie        | 2014      | 2015      | Grand Prix de Québec (2015) 1 étape du Tour d'Italie (2014) 2e du Tour d'Italie (2014) |
| Guillaume Van Keirsbulck | 1991      | Belgique        | 2011      | 2016      | 1 étape de l'Eneco Tour (2014) |
| Tony Martin              | 1985      | Allemagne       | 2012      | 2016      | Champion du monde de contre-la-montre (2012, 2013 et 2016) Tour de Pékin (2012) 4 étapes du Tour de France (2013, 2x 2014, 2015) 3 étapes du Tour du Pays basque (2013, 2x 2014) 2 étapes du Tour de Romandie (2013, 2015) 2 étapes du Tour de Suisse (2014) 1 étape du Tour de Pékin (2012) 1 étape de Tirreno-Adriatico (2013) 1 étape du Critérium du Dauphiné (2013) 1 étape du Tour d'Espagne (2014) |
| Gianni Meersman          | 1985      | Belgique        | 2013      | 2016      | 2 étapes du Tour de Romandie (2013) 2 étapes du Tour de Catalogne (2013) 2 étapes du Tour d'Espagne (2016) |
| Tom Boonen               | 1980      | Belgique        | 2003      | 2017      | Champion du monde (2005) Meilleur sprinteur du Tour de France (2007) Gand-Wevelgem (2004, 2011, 2012) Grand Prix E3 (2004, 2005, 2006, 2007, 2012) Paris-Roubaix (2005, 2008, 2009, 2012) Tour des Flandres (2005, 2006, 2012) 7 étapes du Benelux Tour (3x 2006, 2x 2008, 2009, 2015) 4 étapes de Paris-Nice (3x 2006, 2012) 6 étapes du Tour de France (2x 2004, 2x 2005, 2x 2007) 2 étapes du Tour d'Espagne (2008) 1 étape du Tour de Suisse (2006) 1 étape de Tirreno-Adriatico (2010) |
| Matteo Trentin           | 1989      | Italie          | 2011      | 2017      | 4 étapes du Tour d'Espagne (2017) 2 étapes du Tour de France (2013, 2014) 1 étape du Tour de Suisse (2014) 1 étape du Tour d'Italie (2016) |
| Gianluca Brambilla       | 1987      | Italie          | 2013      | 2017      | 1 étape du Tour d'Italie (2016) 1 étape du Tour d'Espagne (2016) |
| David De La Cruz         | 1989      | Espagne         | 2015      | 2017      | 1 étape du Tour d'Espagne (2016) 1 étape de Paris-Nice (2017) 1 étape du Tour du Pays basque (2017) |
| Marcel Kittel            | 1988      | Allemagne       | 2016      | 2017      | 6 étapes du Tour de France (2016, 5x 2017) 2 étapes du Tour d'Italie (2016) 1 étape du Tour de Romandie (2016) 1 étape du Tour d'Abou Dabi (2017) 1 étape du Tour de Californie (2017) |
| Dan Martin               | 1986      | Irlande         | 2016      | 2017      | 1 étape du Tour de Catalogne (2016) |
| Niki Terpstra            | 1984      | Pays-Bas        | 2011      | 2018      | Eneco Tour (2016) Paris-Roubaix (2014) E3 Saxo Bank (2018) Tour des Flandres (2018) |
| Fernando Gaviria         | 1994      | Colombie        | 2016      | 2018      | Meilleur sprinteur du Tour d'Italie (2017) 4 étapes du Tour d'Italie (2017) 4 étapes du Tour du Guangxi (2017) 3 étapes du Tour de Californie (2018) 2 étapes du Tour de France (2018) 2 étapes du Tour de Pologne (2016) 2 étapes de Tirreno-Adriatico (2016, 2017) |
| Petr Vakoč               | 1992      | Tchéquie        | 2014      | 2019      | 1 étape du Tour de Pologne (2014) |
| Maximiliano Richeze      | 1983      | Argentine       | 2016      | 2019      | 1 étape du Tour de Suisse (2016) 1 étape du Tour de Turquie (2018) |
| Davide Martinelli        | 1993      | Italie          | 2016      | 2019      | 1 étape du Tour de Pologne (2016) |
| Philippe Gilbert         | 1982      | Belgique        | 2017      | 2019      | Tour des Flandres (2017) Amstel Gold Race (2017) Paris-Roubaix (2019) 3 étapes du Tour d'Espagne (2017, 2x 2019) 1 étape du Tour de Suisse (2017) |
| Enric Mas                | 1995      | Espagne         | 2017      | 2019      | Meilleur jeune du Tour d'Espagne (2018) Tour du Guangxi (2019) 1 étape du Tour du Pays Basque (2018) 1 étape du Tour d'Espagne (2018) étape du Tour du Guangxi (2019) 2e du Tour d'Espagne (2018) |
| Elia Viviani             | 1989      | Italie          | 2018      | 2019      | Champion d'Europe (2019) Meilleur sprinteur du Tour d'Italie (2018) Cyclassics Hamburg (2018, 2019) Cadel Evans Great Ocean Road Race (2019) RideLondon-Classique (2019) 4 étapes du Tour d'Italie (2018) 3 étapes du Tour d'Espagne (2018) 2 étapes du Tour Down Under (2018, 2019) 2 étapes du Tour de Suisse (2019) 1 étape du Tour d'Abou Dabi (2018) 1 étape de Tirreno-Adriatico (2019) 1 étape du Tour des Émirats arabes unis (2019) 1 étape du Tour de France (2019) |
| Bob Jungels              | 1992      | Luxembourg      | 2016      | 2020      | Meilleur jeune du Tour d'Italie (2016) Liège-Bastogne-Liège (2018) 1 étape du Tour d'Italie (2017) |
| Alvaro Hodeg             | 1996      | Colombie        | 2018      | 2021      | 1 étape du Tour de Catalogne (2018) 1 étape du Tour de Pologne (2018) 1 étape du Tour de Turquie (2018) 1 étape du Benelux Tour (2019) |
| Sam Bennett              | 1990      | Irlande         | 2020      | 2021      | Meilleur sprinteur du Tour de France (2020) Classic Bruges-La Panne (2021) 2 étapes du Tour de France (2020) 2 étapes de Paris-Nice (2021) 2 étapes du Tour des Émirats arabes unis (2021) 1 étape du Tour d'Espagne (2020) 1 étape du Tour Down Under (2020) |
| João Almeida             | 1998      | Portugal        | 2020      | 2021      | Tour de Pologne (2021) 2 étapes du Tour de Pologne (2021) |
| Iljo Keisse              | 1982      | Belgique        | 2010      | 2022      | 1 étape du Tour d'Italie (2015) |
| Mark Cavendish           | 1985      | Grande-Bretagne | 2013 2021 | 2015 2022 | Meilleur sprinteur du Tour de France (2021) Meilleur sprinteur du Tour d'Italie (2013) 7 étapes du Tour de France (2x 2013, 2015, 4x 2021) 6 étapes du Tour d'Italie (5x 2013, 2022) 1 étape de Tirreno-Adriatico (2014) 1 étape du Tour de Suisse (2014) 1 étape du Tour des Émirats arabes unis (2022) |
| Zdeněk Štybar            | 1985      | Tchéquie        | 2011      | 2022      | Eneco Tour (2013) Circuit Het Nieuwsblad (2019) E3 Saxo Bank Classic (2019) 3 étapes du Benelux Tour (2x 2013, 2014) 1 étape du Tour d'Espagne (2013) 1 étape du Tour de France (2015) 1 étape du Tour de Pologne (2012) 1 étape de Tirreno-Adriatico (2016) |
| Mikkel Honoré            | 1997      | Danemark        | 2019      | 2022      | 1 étape du Tour du Pays basque (2021) |
| Dries Devenyns           | 1983      | Belgique        | 2009 2017 | 2013 2023 | Cadel Evans Great Ocean Road Race (2020) |
| Rémi Cavagna             | 1995      | France          | 2017      | 2023      | 1 étape du Tour d'Espagne (2019) 1 étape du Tour de Californie (2019) 1 étape du Tour de Romandie (2021) 1 étape du Tour de Pologne (2021) |
| Fabio Jakobsen           | 1996      | Pays-Bas        | 2018      | 2023      | Champion d'Europe (2022) Meilleur sprinteur du Tour d'Espagne (2021) 5 étapes du Tour d'Espagne (2x 2019, 3x 2021) 2 étapes du Tour du Guangxi (2018) 1 étape du Benelux Tour (2018) 1 étape du Tour de Californie (2019) 1 étape du Tour de Turquie (2019) 1 étape du Tour de Pologne (2020) 1 étape de Paris-Nice (2022) 1 étape du Tour de France (2022) 1 étape de Tirreno-Adriatico (2023) |
| Florian Sénéchal         | 1993      | France          | 2018      | 2023      | 1 étape du Tour d'Espagne (2021) |
| Andrea Bagioli           | 1999      | Italie          | 2020      | 2023      | 1 étape du Tour de Catalogne (2022) |
| Davide Ballerini         | 1994      | Italie          | 2020      | 2023      | Circuit Het Nieuwsblad (2021) 1 étape du Tour de Pologne (2020) |
| Ethan Vernon             | 2000      | Grande-Bretagne | 2022      | 2023      | 1 étape du Tour de Catalogne (2022) 1 étape du Tour de Romandie (2023) |
| Julian Alaphilippe       | 1992      | France          | 2014      | 2024      | Champion du monde (2020, 2021) Meilleur grimpeur du Tour de France (2018) Flèche wallonne (2018, 2019, 2021) Classique de Saint-Sébastien (2018) Strade Bianche (2019) Milan-San Remo (2019) 6 étapes du Tour de France (2x 2018, 2x 2019, 2020, 2021) 4 étapes du Tour du Pays Basque (2x 2018, 2019, 2022) 3 étapes de Tirreno-Adriatico (2x 2019, 2021) 3 étapes du Critérium du Dauphiné (2018, 2019, 2023) 1 étape de Paris-Nice (2017) 1 étape du Tour d'Espagne (2017) 1 étape du Tour d'Italie (2024) |
| Kasper Asgreen           | 1995      | Danemark        | 2018      | 2024      | Tour des Flandres (2021) E3 Saxo Bank Classic (2021) 1 étape du Tour de Californie (2019) 1 étape du Tour de France (2023) |
| Yves Lampaert            | 1991      | Belgique        | 2015      |           | À travers les Flandres (2017, 2018) Classic Bruges-La Panne (2020) 1 étape du Tour de France (2022) 2 étape du Tour de Suisse (2019, 2024) |
| Maximilian Schachmann    | 1994      | Allemagne       | 2017 2025 | 2018      | 1 étape du Tour de Catalogne (2018) 1 étape du Tour d'Italie (2018) 1 étape du Tour du Pays Basque (2025) |
| Remco Evenepoel          | 2000      | Belgique        | 2019      |           | Champion olympique sur route (2024) · Champion olympique du contre-la-montre (2024) · Champion du monde (2022) · Champion du monde du contre-la-montre (2023, 2024) · Champion d'Europe du contre-la-montre (2019) · Tour d'Espagne (2022) · Meilleur jeune du Tour d'Espagne (2022) · Meilleur grimpeur du Tour d'Espagne (2023) · Combatif du Tour d'Espagne (2023) · Tour de Pologne (2020) · Tour des Émirats arabes unis (2023) · Classique de Saint-Sébastien (2019, 2022, 2023) · Liège-Bastogne-Liège (2022, 2023) · 5 étapes du Tour d'Espagne (2x 2022, 3x 2023) · 2 étapes du Tour d'Italie (2023) · 2 étapes du Tour de Catalogne (2023) · 2 étapes du Tour de Suisse (2022, 2023) · 1 étape du Tour de Pologne (2020 · 1 étape de Paris-Nice (2024) · 1 étape du Critérium du Dauphiné (2024) · 2 étapes du Tour de France (2024 et 2025) |
| Mattia Cattaneo          | 1990      | Italie          | 2020      |           | 1 étape du Tour de Pologne (2023) |
| Josef Cerny              | 1993      | Tchéquie        | 2021      |           | 1 étape du Tour de Romandie (2023) |
| Tim Merlier              | 1992      | Belgique        | 2023      |           | 3 étapes du Tour d'Italie (2024) 7 étapes du Tour des Émirats arabes unis (2023, 2024, 2025) 3 étapes du Tour de Pologne (2x 2023, 2024) 3 étapes de Paris-Nice (2023, 2025) 2 étapes du Tour de France (2025) |
| Valentin Paret-Peintre   | 2001      | France          | 2025      |           | 1 étape du Tour de France (2025) |

## Bilan sur les grands tours

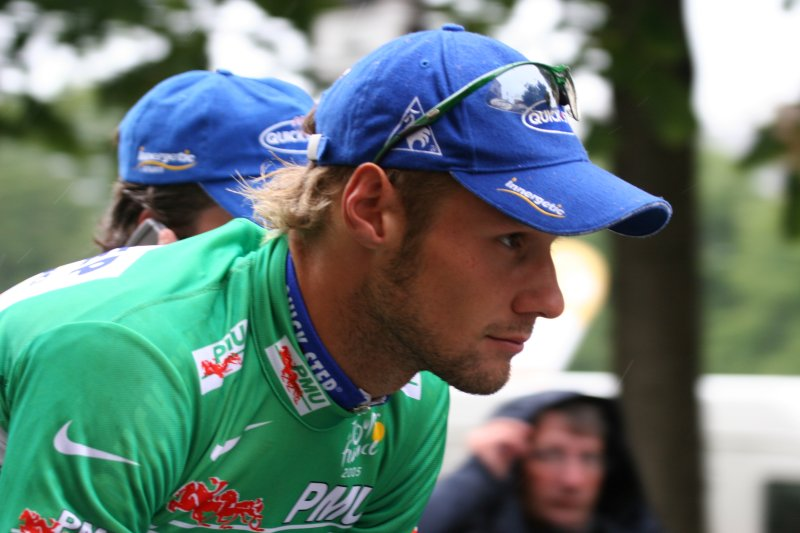
Tom Boonen vêtu du maillot vert pendant le Tour de France 2005.

À l'occasion du Tour d'Espagne 2022, Remco Evenepoel a offert à l'équipe sa première victoire finale sur un grand tour. Les meilleurs résultats obtenus au classement général des deux autres grands tours sont une deuxième place avec Rigoberto Urán lors du Tour d'Italie 2014 et une troisième place avec Remco Evenepoel sur le Tour de France 2024.
- Tour de France :
  - 23 participations (2003, 2004, 2005, 2006, 2007, 2008, 2009, 2010, 2011, 2012, 2013, 2014, 2015, 2016, 2017, 2018, 2019, 2020, 2021, 2022, 2023, 2024, 2025)
  - 55 victoires d'étapes :
    - 2 en 2003 : Servais Knaven, Richard Virenque
    - 4 en 2004 : Tom Boonen (2), Juan Miguel Mercado, Richard Virenque
    - 2 en 2005 : Tom Boonen (2)
    - 1 en 2006 : Matteo Tosatto
    - 4 en 2007 : Tom Boonen (2), Gert Steegmans, Cédric Vasseur
    - 1 en 2008 : Gert Steegmans
    - 2 en 2010 : Sylvain Chavanel (2)
    - 4 en 2013 : Mark Cavendish (2), Tony Martin, Matteo Trentin
    - 3 en 2014 : Matteo Trentin, Tony Martin (2)
    - 3 en 2015 : Tony Martin, Zdeněk Štybar, Mark Cavendish
    - 1 en 2016 : Marcel Kittel
    - 5 en 2017 : Marcel Kittel (5)
    - 4 en 2018 : Fernando Gaviria (2), Julian Alaphilippe (2)
    - 3 en 2019 : Elia Viviani, Julian Alaphilippe (2)
    - 3 en 2020 : Julian Alaphilippe, Sam Bennett (2)
    - 5 en 2021 : Julian Alaphilippe, Mark Cavendish (4)
    - 2 en 2022 : Yves Lampaert, Fabio Jakobsen
    - 1 en 2023 : Kasper Asgreen
    - 1 en 2024 : Remco Evenepoel
    - 4 en 2025 : Remco Evenepoel, Valentin Paret-Peintre, Tim Merlier (2)

  - 9 classements annexes
    - Classement par points : 2007 (Tom Boonen), 2020 (Sam Bennett), 2021 (Mark Cavendish)
    - Classement de la montagne : 2003, 2004 (Richard Virenque) et 2018 (Julian Alaphilippe)
    - Prix de la combativité : 2004 (Richard Virenque), 2010 (Sylvain Chavanel) et 2019 (Julian Alaphilippe)
- Tour d'Italie
  - 21 participations (2005, 2006, 2007, 2008, 2009, 2010, 2011, 2012, 2013, 2014, 2015, 2016, 2017, 2018, 2019, 2020, 2021, 2022, 2023, 2024, 2025)
  - 33 victoires d'étapes : 
    - 1 en 2005 : Paolo Bettini
    - 2 en 2006 : Paolo Bettini, Juan Manuel Gárate
    - 2 en 2010 : Wouter Weylandt, Jérôme Pineau
    - 5 en 2013 : Mark Cavendish (5)
    - 1 en 2014 : Rigoberto Urán
    - 1 en 2015 : Iljo Keisse
    - 4 en 2016 : Marcel Kittel (2), Gianluca Brambilla, Matteo Trentin
    - 5 en 2017 : Fernando Gaviria (4), Bob Jungels
    - 5 en 2018 : Elia Viviani (4), Maximilian Schachmann
    - 1 en 2022 : Mark Cavendish
    - 2 en 2023 : Remco Evenepoel (2)
    - 4 en 2024 : Tim Merlier (3), Julian Alaphilippe

  - 13 classements annexes
    - Classement par points : 2005, 2006 (Paolo Bettini) et 2013 (Mark Cavendish), 2017 (Fernando Gaviria) et 2018 (Elia Viviani)
    - Classement intergiro : 2005 (Stefano Zanini)
    - Prix de la combativité : 2006 (Paolo Bettini), 2013 (Mark Cavendish) et 2024 (Julian Alaphilippe)
    - Grand Prix de la montagne : 2006 (Juan Manuel Gárate)
    - Classement du meilleur jeune : 2009 (Kevin Seeldraeyers) et 2016  (Bob Jungels)
    - Classement Azzurri d'Italia : 2013 (Mark Cavendish)
    - Classements par équipes aux points : 2016
- Tour d'Espagne
  - 22 participations (2003, 2004, 2005, 2006, 2007, 2008, 2009, 2010, 2011, 2012, 2013, 2014, 2015, 2016, 2017, 2018, 2019, 2020, 2021, 2022, 2023, 2024)
  - 40 victoires d'étapes : 
    - 1 en 2005 : Paolo Bettini
    - 1 en 2006 : Paolo Bettini
    - 1 en 2007 : Paolo Bettini
    - 5 en 2008 : Tom Boonen (2), Paolo Bettini (2), Wouter Weylandt
    - 1 en 2012 : Dario Cataldo
    - 1 en 2013 : Zdeněk Štybar
    - 1 en 2014 : Tony Martin
    - 4 en 2016 : Gianni Meersman (2), David de la Cruz, Gianluca Brambilla
    - 6 en 2017 : Yves Lampaert, Matteo Trentin (4), Julian Alaphilippe
    - 4 en 2018 : Elia Viviani (3), Enric Mas
    - 5 en 2019 : Fabio Jakobsen (2), Philippe Gilbert (2), Rémi Cavagna
    - 1 en 2020 : Sam Bennett
    - 4 en 2021 : Fabio Jakobsen (3), Florian Sénéchal
    - 2 en 2022 : Remco Evenepoel (2)
    - 3 en 2023 : Remco Evenepoel (3)

  - 1 classement général:
    -  Classement général : 2022 (Remco Evenepoel)

  - 6 classements annexes:
    -  Classement du meilleur jeune : 2018 (Enric Mas) et 2022 (Remco Evenepoel)
    -  Prix de la combativité : 2020 (Rémi Cavagna) 2023 (Remco Evenepoel)
    -  Classement par points : 2021 (Fabio Jakobsen)
    - classement de la montagne : 2023 (Remco Evenepoel)

## Soudal Quick-Step en 2025
| Effectif 2025            | Effectif 2025     | Effectif 2025 | Effectif 2025                              |
| Cycliste                 | Date de naissance | Pays          | Équipe précédente                          |
| ------------------------ | ----------------- | ------------- | ------------------------------------------ |
| Ayco Bastiaens           | 3 juin 1996       | Belgique      | Alpecin-Deceuninck Development Team (2023) |
| Mattia Cattaneo          | 25 octobre 1990   | Italie        | Androni Giocattoli-Sidermec (2019)         |
| Josef Černý              | 11 mai 1993       | Tchéquie      | CCC Team (2020)                            |
| Pascal Eenkhoorn         | 8 février 1997    | Pays-Bas      | Lotto Dstny (2024)                         |
| Remco Evenepoel          | 25 janvier 2000   | Belgique      | Acrog-Pauwels-Sauzen-Balen BC (2018)       |
| Gianmarco Garofoli       | 6 octobre 2002    | Italie        | Astana Qazaqstan Team (2024)               |
| Gil Gelders              | 16 décembre 2002  | Belgique      | Soudal Quick-Step Devo Team (2023)         |
| Ethan Hayter             | 18 septembre 1998 | Royaume-Uni   | Ineos Grenadiers (2024)                    |
| Antoine Huby             | 19 janvier 2001   | France        | Vendée U Pays de la Loire (2023)           |
| James Knox               | 4 novembre 1995   | Royaume-Uni   | Team Wiggins (2017)                        |
| Yves Lampaert            | 10 avril 1991     | Belgique      | Topsport Vlaanderen-Baloise (2014)         |
| Luke Lamperti            | 31 décembre 2002  | États-Unis    | Trinity Racing (2023)                      |
| Mikel Landa              | 13 décembre 1989  | Espagne       | Bahrain Victorious (2023)                  |
| Junior Lecerf            | 15 octobre 2002   | Belgique      | Soudal Quick-Step Devo Team (2023)         |
| Paul Magnier             | 14 avril 2004     | France        | Trinity Racing (2023)                      |
| Tim Merlier              | 30 octobre 1992   | Belgique      | Alpecin-Deceuninck (2022)                  |
| Valentin Paret-Peintre   | 14 janvier 2001   | France        | Decathlon-AG2R La Mondiale (2024)          |
| Casper Pedersen          | 15 mars 1996      | Danemark      | Team DSM (2022)                            |
| Andrea Raccagni Noviero  | 26 janvier 2004   | Italie        | Soudal Quick-Step Devo Team (2024)         |
| Pepijn Reinderink        | 4 mai 2002        | Pays-Bas      | Soudal Quick-Step Devo Team (2023)         |
| Maximilian Schachmann    | 9 janvier 1994    | Allemagne     | Red Bull-Bora-Hansgrohe (2024)             |
| Pieter Serry             | 21 novembre 1988  | Belgique      | Topsport Vlaanderen-Mercator (2012)        |
| Martin Svrček            | 17 février 2003   | Slovaquie     | Biesse-Carrera (2022)                      |
| Dries Van Gestel         | 30 septembre 1994 | Belgique      | TotalEnergies (2024)                       |
| Bert Van Lerberghe       | 29 septembre 1992 | Belgique      | Cofidis, Solutions Crédits (2019)          |
| Ilan Van Wilder          | 14 mai 2000       | Belgique      | Team DSM (2021)                            |
| Warre Vangheluwe         | 23 juillet 2001   | Belgique      | Soudal Quick-Step Devo Team (2023)         |
| Mauri Vansevenant        | 1 juin 1999       | Belgique      | EFC-L&R-Vulsteke (2019)                    |
| Louis Vervaeke           | 6 octobre 1993    | Belgique      | Alpecin-Fenix (2021)                       |
| Jordi Warlop             | 4 juin 1996       | Belgique      | Soudal Quick-Step Devo Team (2023)         |
|                          |                   |               |                                            |
| Source : ProCyclingStats |                   |               |                                            |

Victoires
| Victoires | Victoires                                                                           | Victoires           | Victoires | Victoires              | Victoires |
| Date      | Course                                                                              | Pays                | Classe    | Vainqueur              |           |
| --------- | ----------------------------------------------------------------------------------- | ------------------- | --------- | ---------------------- | --------- |
| 28 janv.  | 1re étape du Tour d'Arabie saoudite                                                 | Arabie saoudite     | 2.1       | Tim Merlier            |           |
| 30 janv.  | 3e étape du Tour d'Arabie saoudite                                                  | Arabie saoudite     | 2.1       | Tim Merlier            |           |
| 5 fév.    | 1re étape de l'Étoile de Bessèges                                                   | France              | 2.1       | Paul Magnier           |           |
| 9 fév.    | 2e étape du Tour d'Oman                                                             | Oman                | 2.Pro     | Louis Vervaeke         |           |
| 12 fév.   | 5e étape du Tour d'Oman                                                             | Oman                | 2.Pro     | Valentin Paret-Peintre |           |
| 21 fév.   | 5e étape du Tour des Émirats arabes unis                                            | Émirats arabes unis | 2.UWT     | Tim Merlier            |           |
| 22 fév.   | 6e étape du Tour des Émirats arabes unis                                            | Émirats arabes unis | 2.UWT     | Tim Merlier            |           |
| 9 mars    | 1re étape, Paris-Nice                                                               | France              | 2.UWT     | Tim Merlier            |           |
| 10 mars   | 2e étape, Paris-Nice                                                                | France              | 2.UWT     | Tim Merlier            |           |
| 7 avr.    | 1re étape du Tour du Pays basque                                                    | Espagne             | 2.UWT     | Maximilian Schachmann  |           |
| 9 avr.    | Grand Prix de l'Escaut                                                              | Belgique            | 1.Pro     | Tim Merlier            |           |
| 18 avr.   | Flèche brabançonne                                                                  | Belgique            | 1.Pro     | Remco Evenepoel        |           |
| 4 mai     | 5e étape du Tour de Romandie                                                        | Suisse              | 2.UWT     | Remco Evenepoel        |           |
| 7 juin    | Flèche de Heist                                                                     | Belgique            | 1.1       | Paul Magnier           |           |
| 8 juin    | Brussels Cycling Classic                                                            | Belgique            | 1.2       | Tim Merlier            |           |
| 11 juin   | 4e étape, Critérium du Dauphiné                                                     | France              | 2.UWT     | Remco Evenepoel        |           |
| 14 juin   | À travers le Hageland                                                               | Belgique            | 1.Pro     | Paul Magnier           |           |
| 15 juin   | Tour des onze villes                                                                | Belgique            | 1.1       | Paul Magnier           |           |
| 18 juin   | 1re étape du Tour de Belgique                                                       | Belgique            | 2.Pro     | Tim Merlier            |           |
| 20 juin   | 3e étape du Tour de Belgique                                                        | Belgique            | 2.Pro     | Ethan Hayter           |           |
| 22 juin   | 5e étape du Tour de Belgique                                                        | Belgique            | 2.Pro     | Tim Merlier            |           |
| 26 juin   | Contre-la-montre masculin aux championnats de Grande-Bretagne de cyclisme sur route | Royaume-Uni         | CN        | Ethan Hayter           |           |
| 27 juin   | Championnat de Belgique du contre-la-montre                                         | Belgique            | CN        | Remco Evenepoel        |           |
| 27 juin   | Championnat d'Allemagne du contre-la-montre                                         | Allemagne           | CN        | Maximilian Schachmann  |           |
| 7 juill.  | 3e étape du Tour de France                                                          | France              | 2.UWT     | Tim Merlier            |           |
| 9 juill.  | 5e étape du Tour de France                                                          | France              | 2.UWT     | Remco Evenepoel        |           |
| 13 juill. | 9e étape du Tour de France                                                          | France              | 2.UWT     | Tim Merlier            |           |
| 22 juill. | 16e étape du Tour de France                                                         | France              | 2.UWT     | Valentin Paret-Peintre |           |
| 7 août    | 4e étape du Tour de Pologne                                                         | Pologne             | 2.UWT     | Paul Magnier           |           |

## Saisons précédentes
| - Quick Step-Davitamon en 2003 - Quick Step-Davitamon en 2004 - Quick Step-Innergetic 2005 - Quick Step-Innergetic en 2006 - Quick Step-Innergetic en 2007 - Quick Step en 2008 - Quick Step en 2009 - Quick Step en 2010 - Quick Step en 2011 - Omega Pharma-Quick Step en 2012 - Omega Pharma-Quick Step en 2013 - Omega Pharma-Quick Step en 2014 | - Etixx-Quick Step en 2015 - Etixx-Quick Step en 2016 - Quick-Step Floors en 2017 - Quick-Step Floors en 2018 - Deceuninck-Quick Step en 2019 - Deceuninck-Quick Step en 2020 - Deceuninck-Quick Step en 2021 - Quick-Step Alpha Vinyl en 2022 - Soudal Quick-Step en 2023 - Soudal Quick-Step en 2024 - Soudal Quick-Step en 2025 |